# Liljeholmen
För andra betydelser, se Liljeholmen (olika betydelser).
Liljeholmen är en stadsdel i Söderort inom Stockholms kommun. Liljeholmen som stadsdel bildades 1932 och ingår i postorten Stockholm. Liljeholmen gränsar till stadsdelarna Årsta, Västberga, Midsommarkransen, Aspudden, Gröndal och Södermalm. 

## Kartor över Liljeholmen

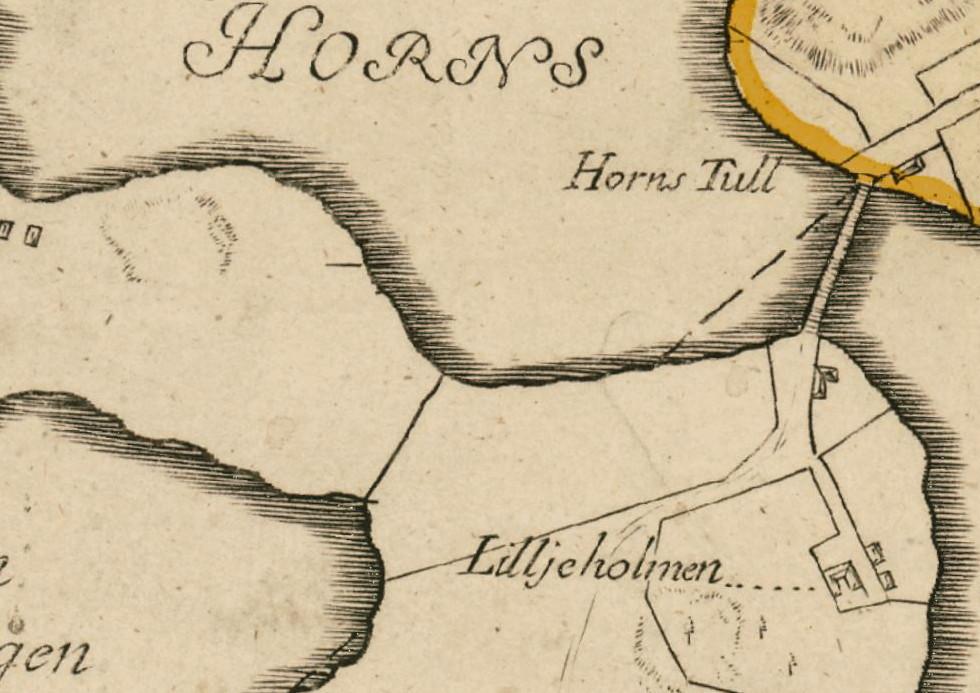
1750-tal
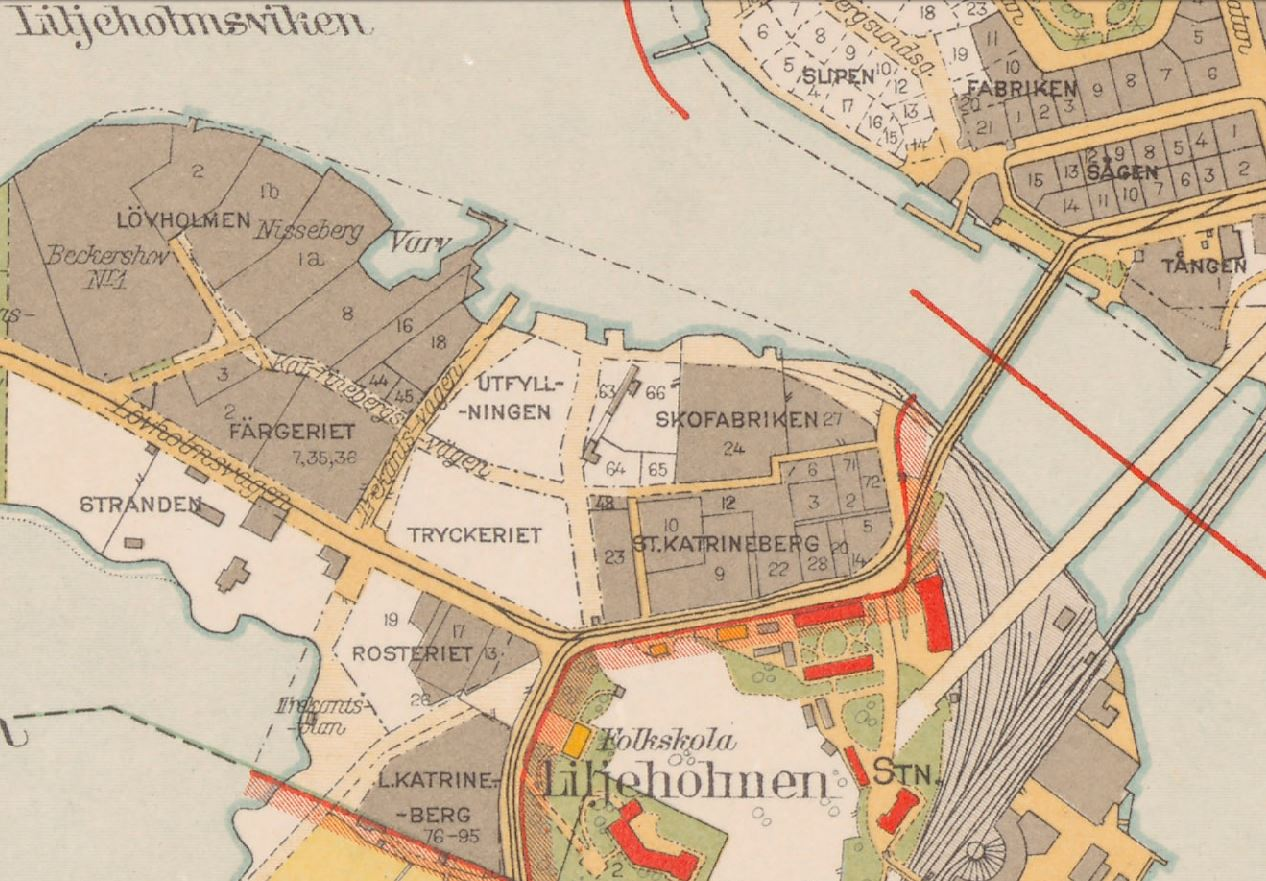
1920-tal
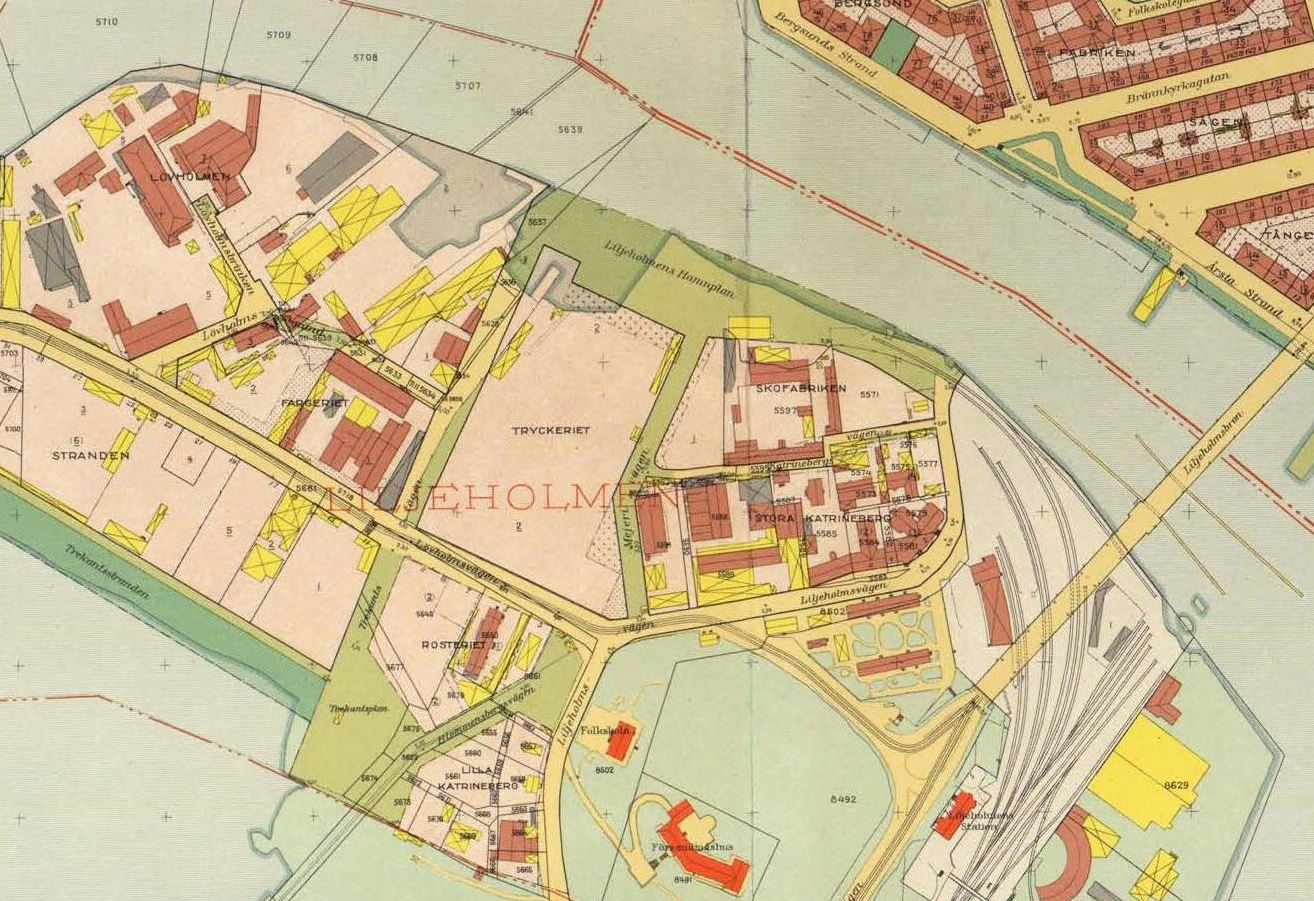
1940-tal
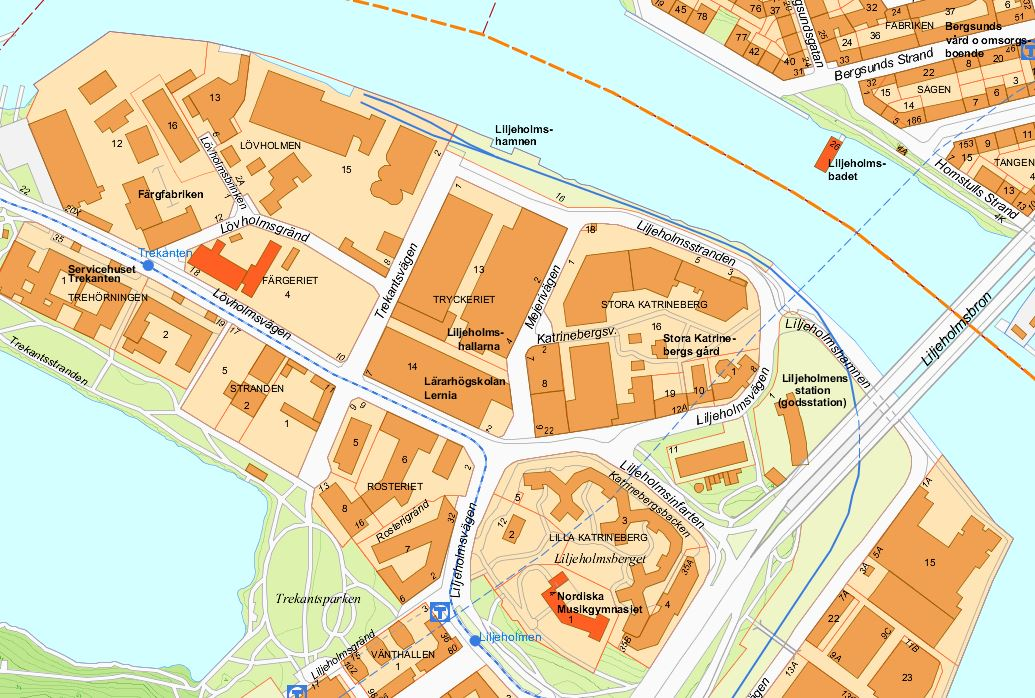
2010-tal

## Historik

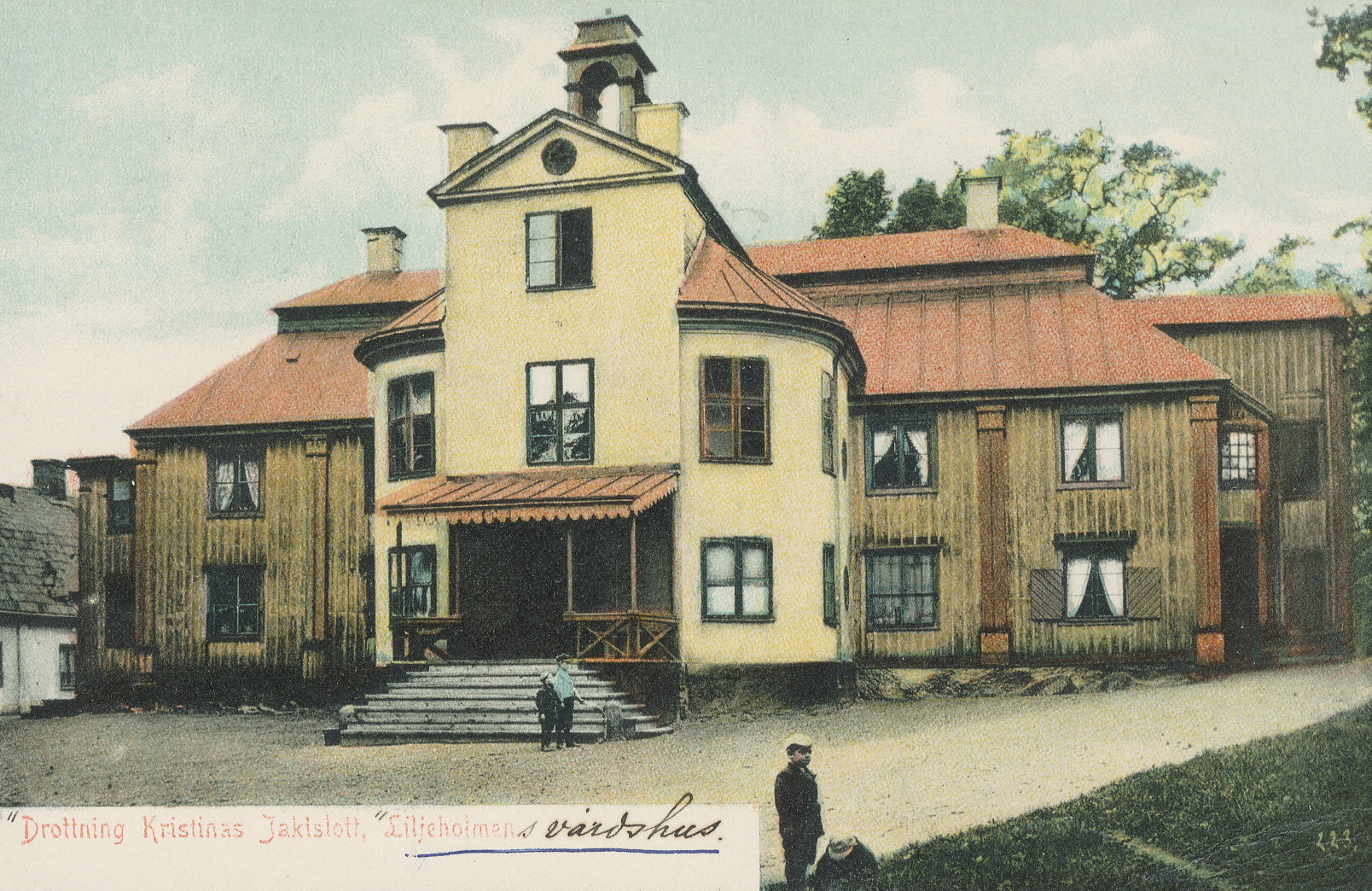
Liljeholmens värdshus på ett äldre vykort.

### Liljeholmens krog och värdshus
Området tillhörde i äldre tider Brännkyrka socken, och ingick i det omfattande Årstagodsets ägor. Fram till industrialiseringens genombrott i mitten på 1800-talet fanns där mest skogsbackar, några åkrar och ängar. Mellan Södermalm och Liljeholmen fanns det från 1600-talet en flottbro. Södertäljevägen gjorde en vid sväng (dagens Liljeholmsvägen) väster om Liljeholmsberget, där det fanns en väderkvarn. Vid 1800-talets början fanns tre gårdar i området, Löfholm, Katrineberg och värdshuset Liljeholmen.
Liljeholmen, som ursprungligen var ett torp under Årsta, hade bedrivit krog- och värdshusrörelse från 1600-talet (Lillieholms Kroug 1689). Både Lasse Lucidor och Bellman kom att besöka krogen och skriva om den och dess lantliga omgivningar i sina dikter. Värdshusrörelsen upphörde 1889 och under en övergångstid fanns en bostad för SJ:s stins i huset. 1909 revs värdshusbyggnaderna för att ge plats åt en ny godsstation. Vid denna tidpunkt hade emellertid det mesta av den lantliga idyllen försvunnit.

### Tidiga industrier i Stockholms första industriförort
Redan från 1700-talet fanns det industrier här, till exempel kattuntryckerier, tobaksfabrik och bryggeri. Den industriella utvecklingen accelererade på 1800-talet, bland annat med den stearinfabrik som startades här 1839 av Lars Johan Hierta (Aftonbladets grundare). Verksamheten flyttade emellertid redan 1841 till Danvikstull, men företaget kom ändå att behålla namnet Liljeholmens Stearinfabrik.

### Järnvägen för med sig industrier

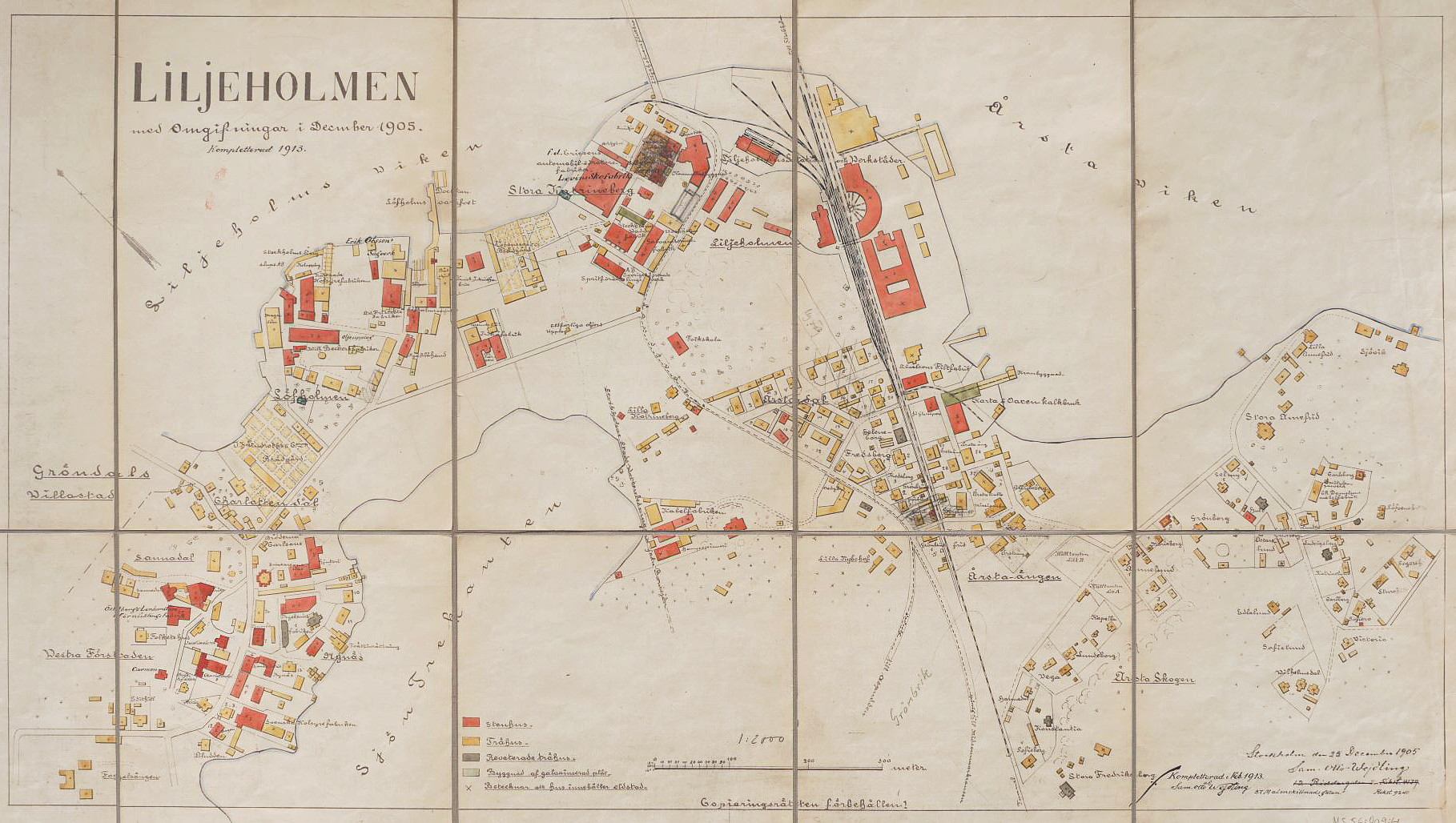
Liljeholmen 1905, kompletterat 1913.

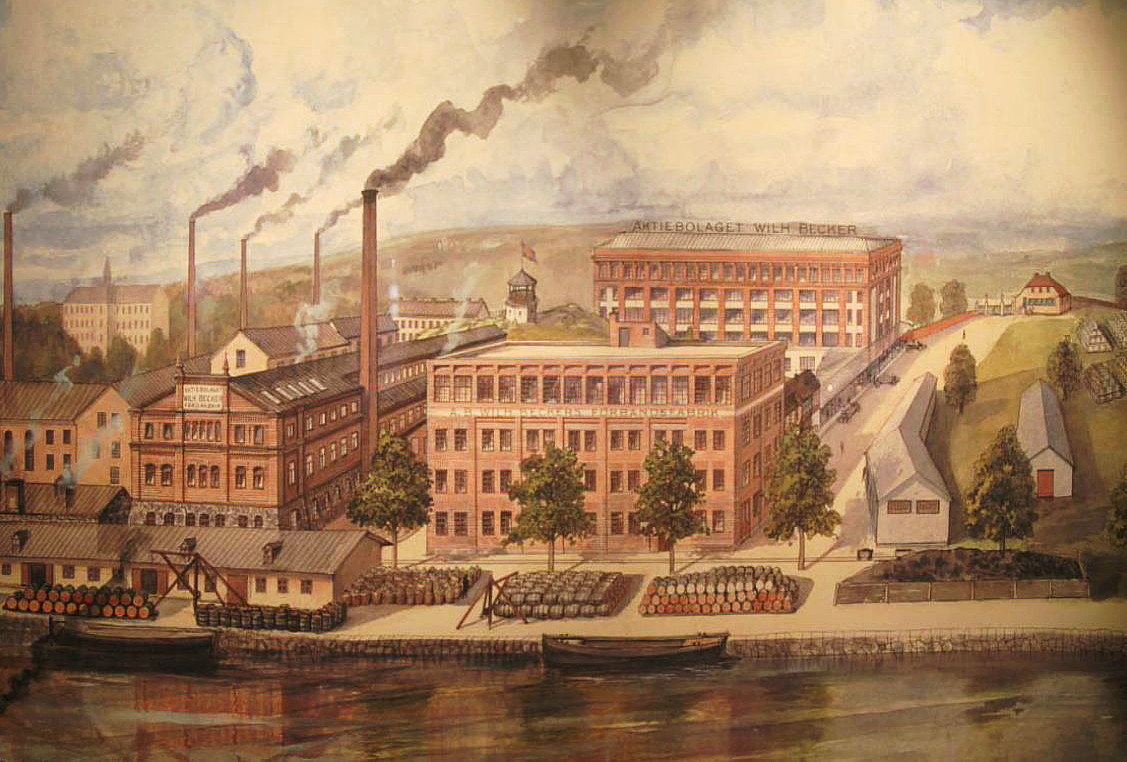
Beckers färgfabrik omkring 1918.

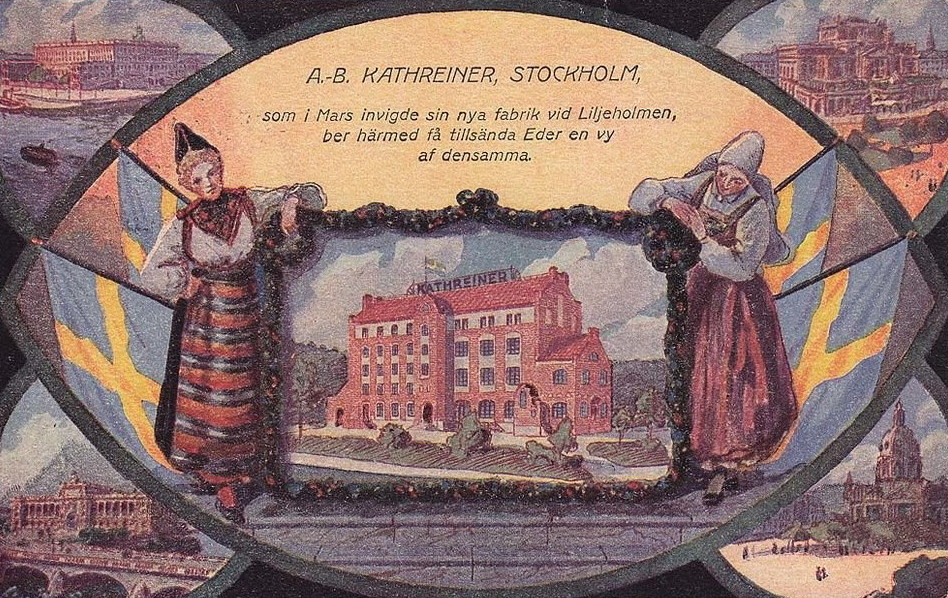
Kathreins fabrik i Liljeholmen 1913.

De stora förändringarna började 1860 då västra stambanan drogs förbi Liljeholmen med hållplats för persontrafik vid Liljeholmens station. 1860–1862 byggde Statens Järnvägar (SJ) stora anläggningar här, bland annat verkstäder för reparation av lok och vagnar. Efter detta kom allt fler industrier etablera sig i området, bland annat runt sjön Trekanten:
Industrier i urval (kronologisk ordning)
- Liljeholmens Stubinfabrik grundades 1870 av Theodor Winborg och tillverkade förutom stubintråd rep och kablar. Tillverkningen flyttade till Västberga 1930, och fabrikshusen revs 1963 för att ge plats åt tunnelbanestationen.
- AB Karta & Oaxens Kalkbruk, föregångaren Liljeholmens Kalkbruk etablerade sin verksamhet i Liljeholmen 1880, och låg då i Marieviksområdet. 1886 förvärvade Karta & Oaxen (bildat på 1830-talet, aktiebolag 1896) verksamheten. 1936 lades kalkbruket i Marievik ned. En ny fabrik för tillverkning av mur- och putsbruk samt en omlastningsstation för cement från Stora Vika cementfabrik uppfördes 1947 på Liljeholmen (se Cementa, Liljeholmen).
- Liljeholmens Tryckeri (1880), låg ursprungligen på Stora Katrinebergs ägor, nära dåvarande flottbrons brofäste. Till tryckeriets kunder hörde bland annat Liljeholmens företagare. När den första fasta broförbindelsen planerades kring 1910 tvingades tryckeriet flytta till lokaler till spårvägarnas vagnhallarna vid Brännkyrkagatan / Ringvägen. 1923 flyttade Liljeholmens Tryckeri till Hornsgatan 145 och 1936 till sin sista adress på Brännkyrkagatan 27, där verksamheten fanns kvar till slutet av 1990-talet.[4]
- Prössdorf & Koch[5] (1884), fabrik för tillverkning av maskiner för bryggerinäringen. Filial av det tyska företaget i Leipzig med samma namn.[6]
- Färgeriet Nya Blå Hand flyttade till Lövholmen 1885. 1896 uppfördes en nybyggnad i kvarteret Färgeriet. Anläggningen på Lövholmen var i drift åtminstone till 1963 och låg då på en egen fastighet (dåvarande Färgeriet 3). Nya Blå Hand hade butiker på Hornsgatan, Smålandsgatan, Linnégatan och Tomtebodagatan samt filialer i flera svenska städer. Själva färgeriet och kemtvätten låg i en trevåningsbyggnad vid Lövholmsgränd.
- Stockholms Galvaniseringsfabrik AB (1895), startades under namnet Stockholm Galvaniseringsfabrik, Aug. Pettersson av fabrikör August Pettersson vid nuvarande Liljeholmsvägen. Företaget sysslade med galvanisering, varmförzinkning och tunnplåtslageri. Verksamheten flyttades 1939 till Marieviksområdet och lades ner 1969.
- De Förenade Kolsyrefabrikernas AB (1896), har varit den största i Sverige i sitt slag och var längst i drift, från 1896 till 1988. En del av fabriksanläggningen revs efter en brand den 31 juli 2021 och resten försvann 2022.
- A.W. Friestedts fabriksaktiebolag flyttade 1898 hit från industriområdet Nynäs vid sjön Trekanten. Tillverkade bland annat benmjöl, superfosfat och benkol. Grundades 1856 på Södermalm och gick i konkurs 1910.
- Stockholms Vaddfabrik (1901), låg på Stora Katrinebergs ägor vid nuvarande Mejerivägen. Fabrikslokalen hade två våningar. I bottenvåningen sorterades och rensades lump och i övervåningen låg maskinhallen. Här producerades vit och blågrå vadd som såldes i lösvikt eller syddes upp till täcken och madrasser som salufördes under namnet Systermadrassen.[7]
- Beckers färgfabrik på Lövholmen med bland annat tillverkning av färg fanns i Liljeholmen mellan 1902 och 2008.
- AB Gustaf Ericssons Automobilfabrik startade sin verksamhet 1904 och upphörde efter ekonomiska problem 1909. Den gamla bilfabriken utnyttjadessenare av bland andra AB Svenska Maskinverken/ AB Frank Hirschs Maskiner, AB Stockholms Ångtvätt och Levins skofabrik.
- AB Frank Hirschs Maskiner, bland annat råoljemitirn Ellwe.
- Nybohovsstationen stod färdig 1914. Byggnaden i rött tegel finns kvar och är numera ombyggd till kontor. Bara Sankt Eriks relief över dörren påminner om den tidigare verksamheten.[8] I dess närhet restes 1915 Liljeholmens brandstation. Den revs 1964 i samband med breddningen av Södertäljevägen.

### Intressanta kvarter
- Kvarteret Färgeriet, namnet påminner om den färgeriverksamheten som bedrevs här sedan slutet av 1800-talet. På tomtens norra del mot Lövholmsgränd låg färgeri och trikåfabrik tillhörande Liljeholmens Färgeri AB och på västra delen låg färgeriet och kemtvätten AB Nya Blå Hand.
- Stora Katrineberg, består idag av fem fastigheter: Stora Katrineberg 1, 8, 10, 16 och 19. Äldsta byggnad i kvarteret är Stora Katrinebergs gård från 1770-talet, som även namngav kvarteret vilket i början av 1900-talet blev plats för flera av Liljeholmens industrier, bland dem Sveriges förenade spritförädlingsverk, Stockholms Galvaniseringsfabrik och Stockholms Vaddfabrik.
- Kvarteret Lövholmen ursprungligen plats för en mängd industrier, bland annat AB Wilh. Becker, De Förenade Kolsyrefabrikernas AB, Stockholms Galvaniseringsfabrik AB, Löfholmsvarvet och Cementa. Kvarteret är för närvarande (2020) under omfattande omdaning.
- Kvarteret Rosteriet har sitt namn efter det tyska surrogatkafferosteriet Kathreiners Malzkaffee-Fabriken GmbH som låg här mellan 1913 och 1920. I kvarteret producerade Pharmacia läkemedel mellan 1920 och 1950 och AB Atomenergi lagrade uran och tillverkade bränslestavar för svenska forskningsreaktorer på 1950- och 1960-talen.
- Kvarteret Tryckeriet har sitt namn efter ett planerat men inte utfört tryckeri- och kontorskomplex. Här lät Strängbetong 1942 uppföra sin första fabrik för prefabricerade betongelement. Idag finns bland annat Liljeholmshallen i Strängbetongs gamla fabrikslokaler.

### Stora Katrinebergs och Lövholmens ägor exploateras
Stora Katrinebergs gård, som ursprungligen hört till Hägerstens gård men friköpts 1770, började under slutet av 1800-talet stycka upp sina ägor för industriändamål. Här kom ett av de mest brokiga och småskaliga industriområdena växa fram. Gården, som fortfarande finns kvar, ligger strax väster om Liljeholmsbron i kvarteret Stora Katrineberg. Även vid Lövholmen kom ett antal industrier att etablera sig, och vid Trekantens norra och västra stränder kom en blandad bebyggelse av fabriker och bostäder växa fram.

Historiska bilder
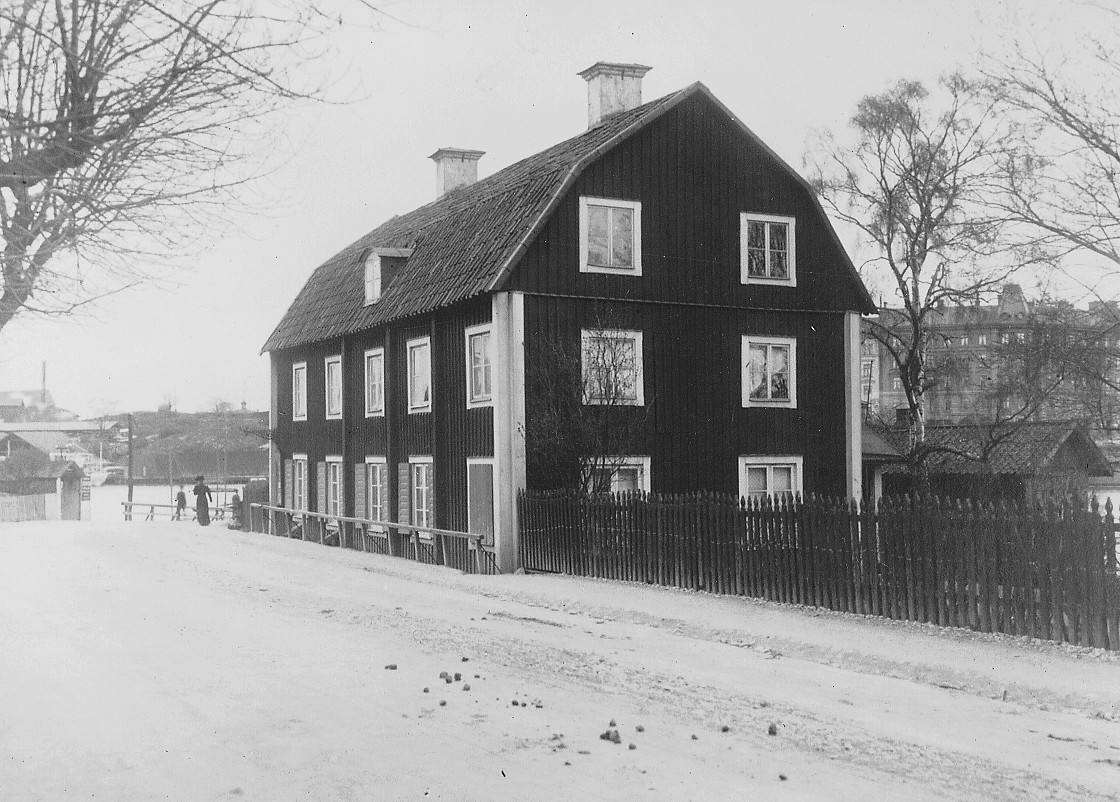
Liljeholmens tekniska fabrik omkring 1900.
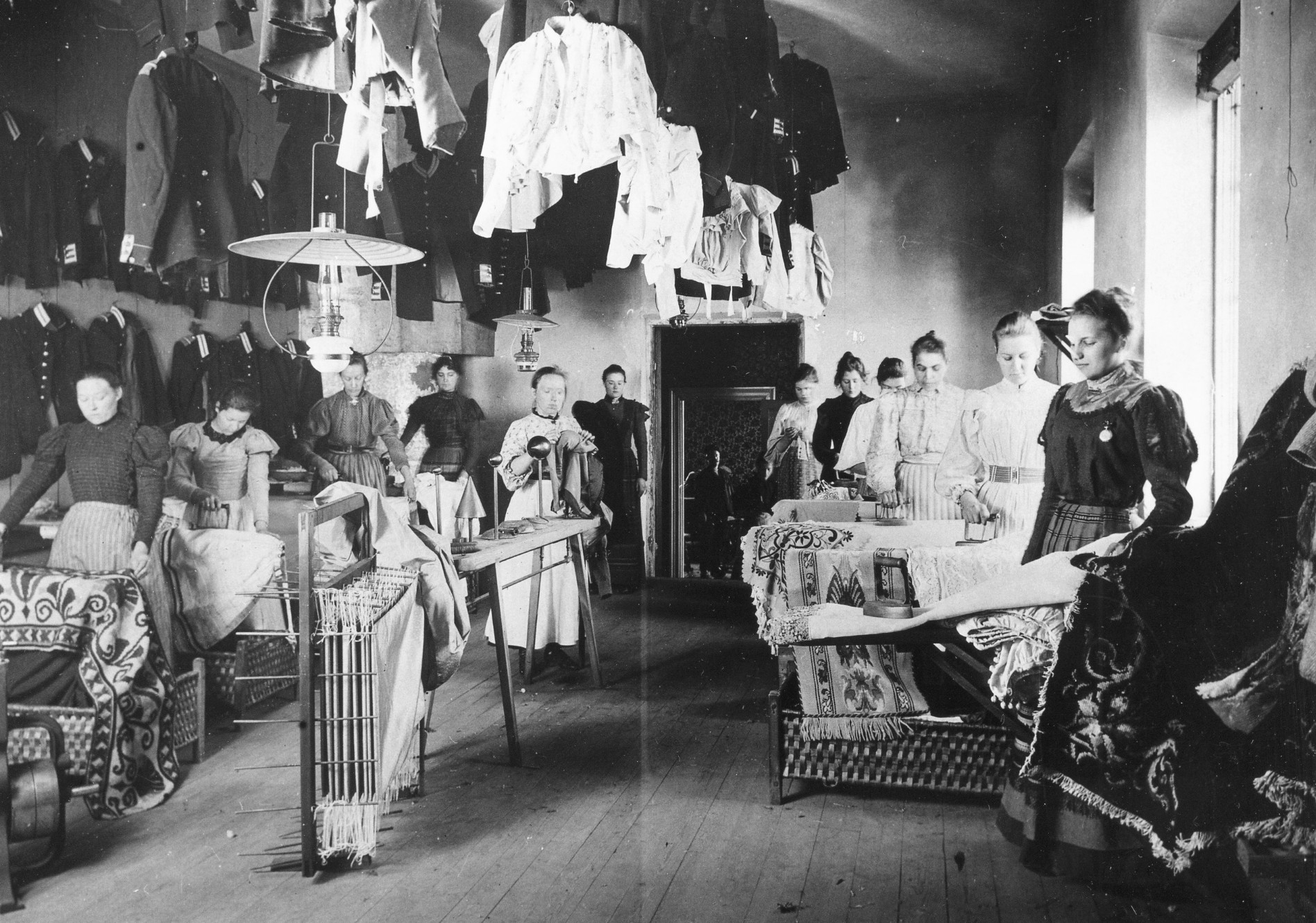
Färgeriet Nya Blå Hand, interiör omkring 1900.
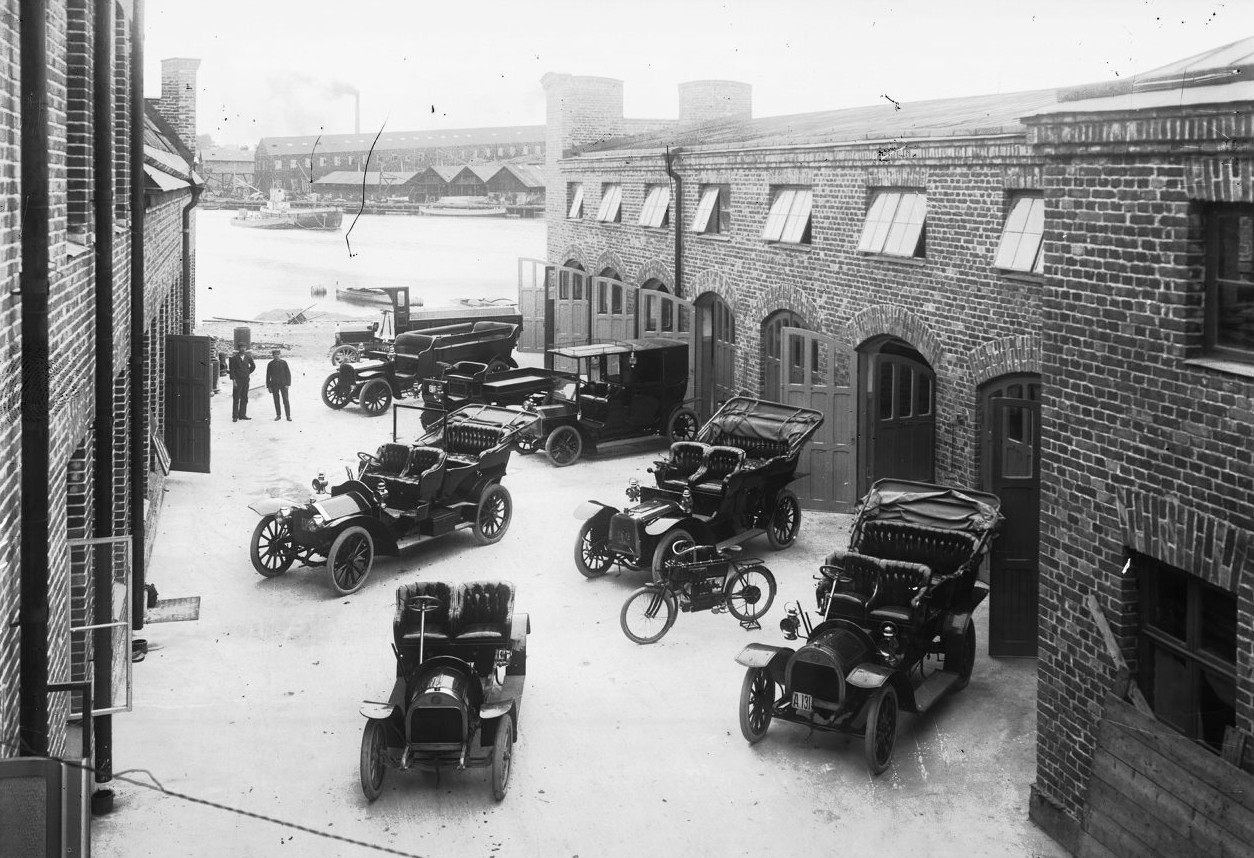
Gustaf Ericssons Automobilfabrik omkring 1907.
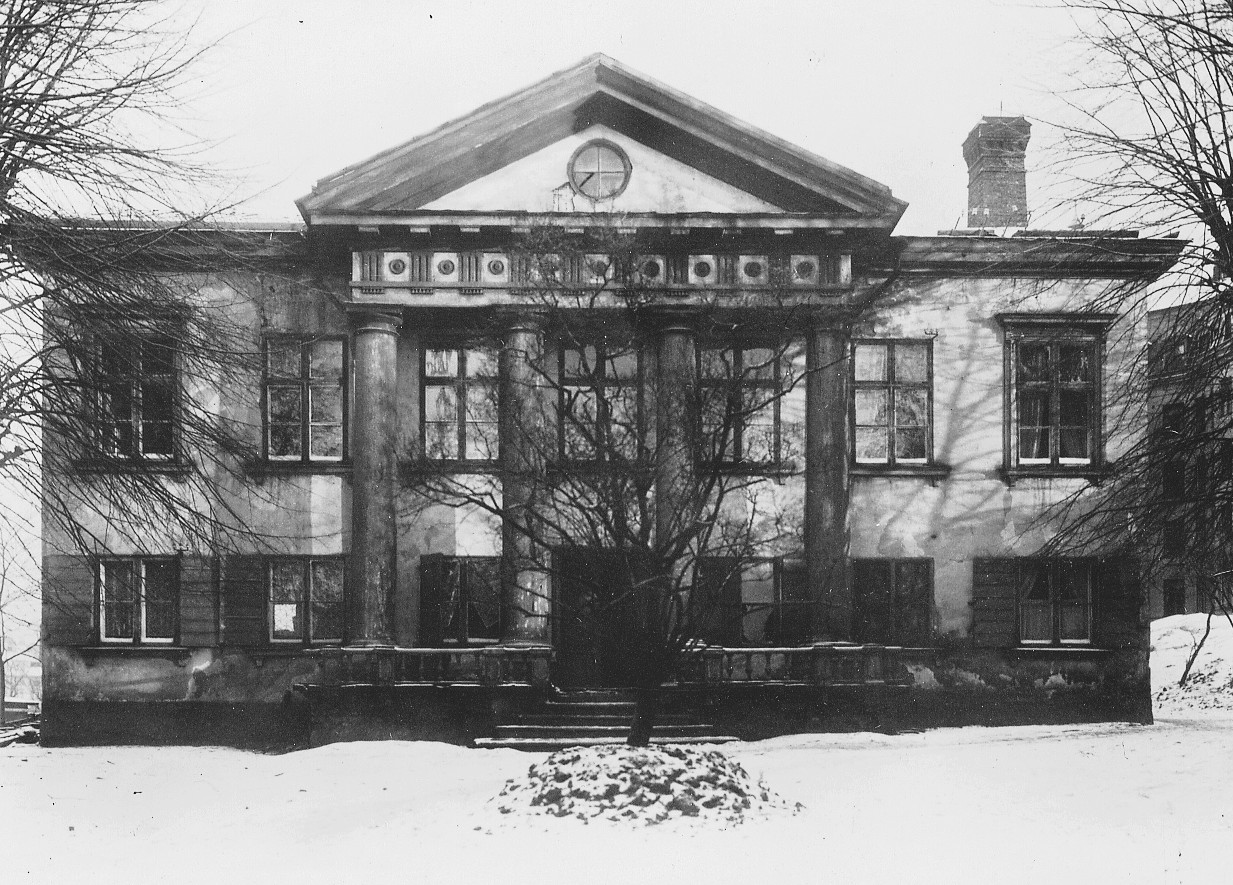
Stora Katrinebergs gård på 1940-talet.
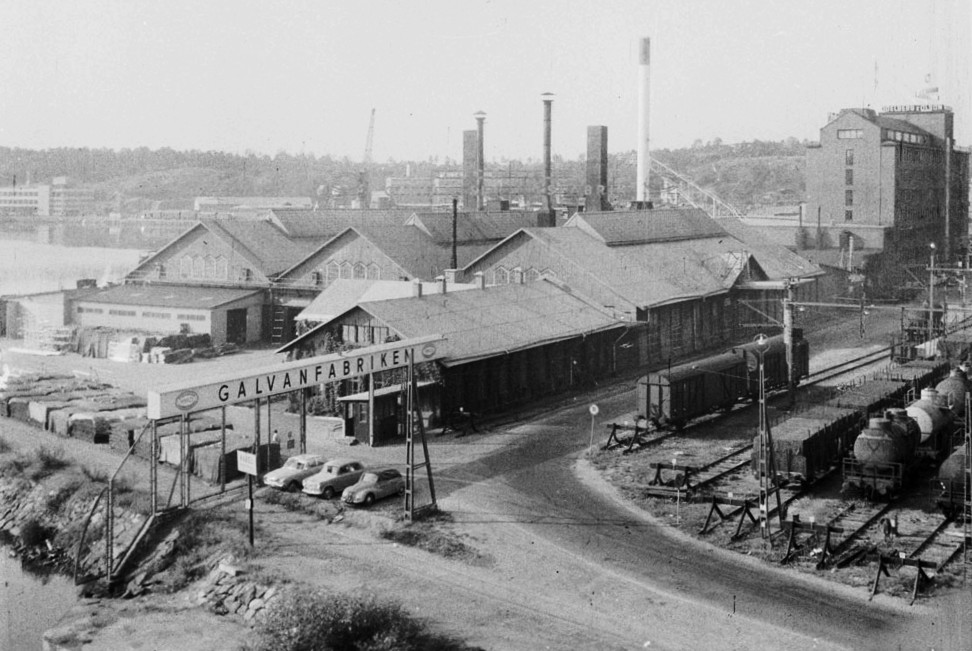
Stockholms Galvanfabriken, Marievik.

### Årstadal, en av Stockholms första förstäder
De nya industrierna i Liljeholmen drog självklart också till sig en mängd arbetare med behov av bostäder. Som bakgrund till detta började förstaden Årstadal med början år 1877 att byggas i anslutning till järnvägen. Det var ägaren till Västberga gård, greve Eric Sparre som 1876 hade köpt upp Årsta gårds marker som först utnyttjade den rådande bostadsnöden. På hösten 1877 hade han låtit uppföra några trähus med en- och tvårumslägenheter. I april 1878 började han sälja av tomter i området. Tomterna uppläts dock endast på arrende för en tid av 50 år.
Efter de 50 åren skulle både bostadshus och mark återlämnas till markägaren i prima skick. Trots de hårda villkoren så fanns det många köpare, inte minst sådana som själva inte hade för avsikt att bosätta sig i området, utan bara hyra ut rum till de många bostadslösa. De mycket ofördelaktiga villkoren som gavs vid uppförande av bostäder i området bidrog till att det kom att utvecklas till en kåkstad med ett gytter av hastigt byggda hyresvillor. Årstadal blev i alla fall Stockholms första förstad tillsammans med Sundbyberg.
År 1882 var drygt 1000 personer bosatta i Årstadal i ett femtiotal större hus. Särskilt rent var det inte eftersom avlopp och dränering saknades. Greve Sparre och de andra husägarna fick mycket kritik av Brännkyrka kommun eftersom de sanitära förhållandena i området var så dåliga.

### Liljeholmens Municipalsamhälle

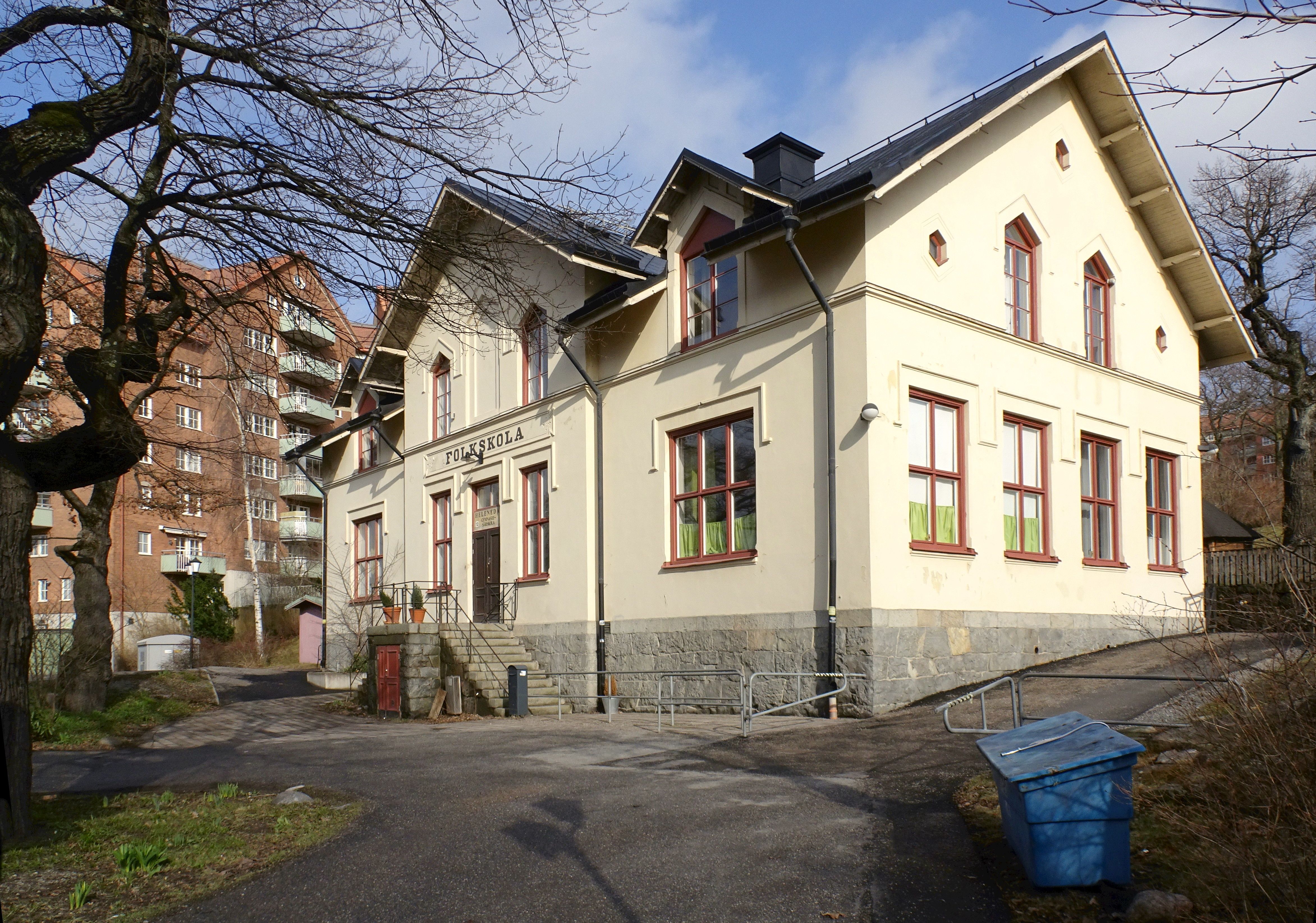
Liljeholmens folkskola invigdes år 1900.

I slutet av 1800-talet omtalas Liljeholmen som fabriksförstad, och 1899 bildades Liljeholmens municipalsamhälle inom Brännkyrka landskommun, som var ett av två municipalsamhällen inom kommunen (det andra var Örby municipalsamhälle). Det kom att omfatta ungefär det som tidigare utgjorde Liljeholmens stadsdelsområde, men det inkluderade dessutom den nära Södermalm belägna ön Reimersholme. Liljeholmens municipalhus byggdes 1904–1906 som kommunhus på Liljeholmsvägen 8. Liljeholmens folkskola uppfördes år 1900 vid foten av Liljeholmsberget. Folkskolan används i nutid som en ungdomsmottagning och fritidshus.
Redan 1913 upplöstes dock municipalsamhället i samband med att Brännkyrka införlivades med Stockholm. Några av de många industrierna i Liljeholmen kom med tiden utvecklas till betydande företag, exempelvis Stockholms Galvaniseringsfabrik AB, AB Wilh. Becker och De Förenade Kolsyrefabrikernas AB. 
Liljeholmen fick status som stadsdel 1934, men då ingick ej Nybodaberget. 1934 blev området mellan Trekanten och Liljeholmsviken en egen stadsdel med namnet Nybohov, men den gick åter ihop med Liljeholmen 1956. Fram till samma år ingick även ett par gator i Sannadalsområdet i Gröndal.

### Historisk panorama

Vy över Årstaviken mot Liljeholmen från sydost med Brännkyrka municipalhus i mitten och gamla Liljeholmsbron till höger, 1910-tal, fotograf: Axel Swinhufvud.

### Brännkyrkas församlingshus

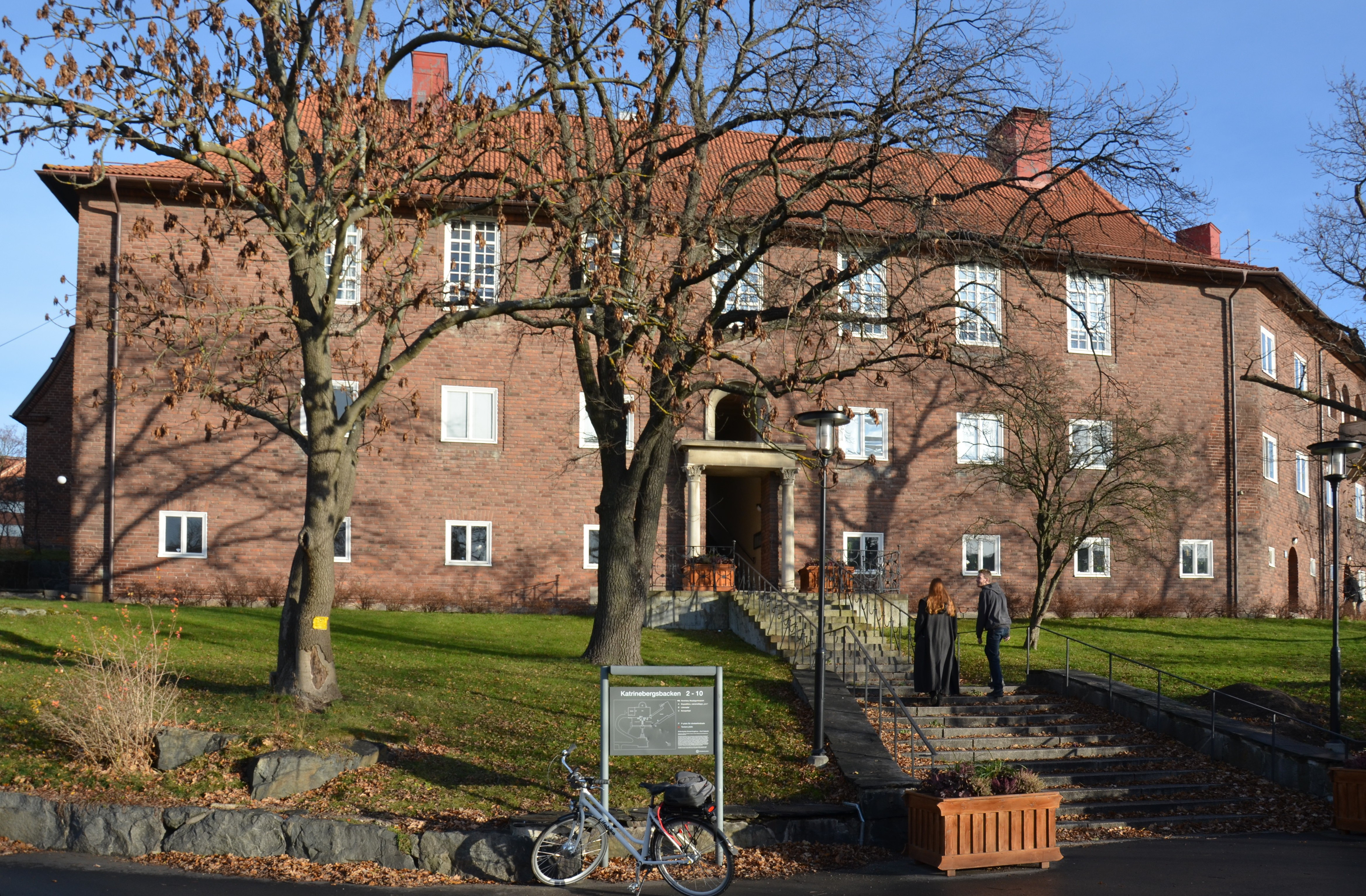
Före detta församlingshuset 2012.

Fastigheten Lilla Katrineberg 1 avser före detta Brännkyrkas församlingshus som byggdes 1925 för Brännkyrka församling. Byggnaden ritades av arkitekt Hakon Ahlberg i den för tiden typiska 1920-talsklassicism. Anläggningen består av flera volymer och tornar högt upp på Liljeholmsberget. I huset fanns ursprungligen församlingens expedition, folkbibliotek samt församlingssal och bostäder för prästen, diakonissor och vaktmästare. Här bedrevs bland annat fattigvård, sjukvård, vigslar och matservering. Sedan årsskiftet 2000/2001 ägs det tidigare församlingshemmet av AB Stadsholmen som lät utföra ut- och invändig renovering för Nordiska musikgymnasiet som har sin verksamhet där idag. Huset har blivit blåmärkt av Stadsmuseet i Stockholm, vilket innebär "att bebyggelsen bedöms ha synnerligen höga kulturhistoriska värden".

### Nybodahemmet
Under 1930-talet lät barnavårdsnämnden i Stockholm uppföra ett barnhem, Nybodahemmet, på höjden över Årstaberg och Årstaviken, Nybodaberget. Man uppförde en modern byggnad i rött tegel, arkitekt Paul Hedqvist och byggd av byggmästare Olle Engkvist 1936–1938. Sedan 1998 ligger ett nytt bostadsområde på Nybodaberget och man har delvis tagit tillvara de gamla husen för bostäder.

### Mot utveckling till renodlat industri- och kontorsområde

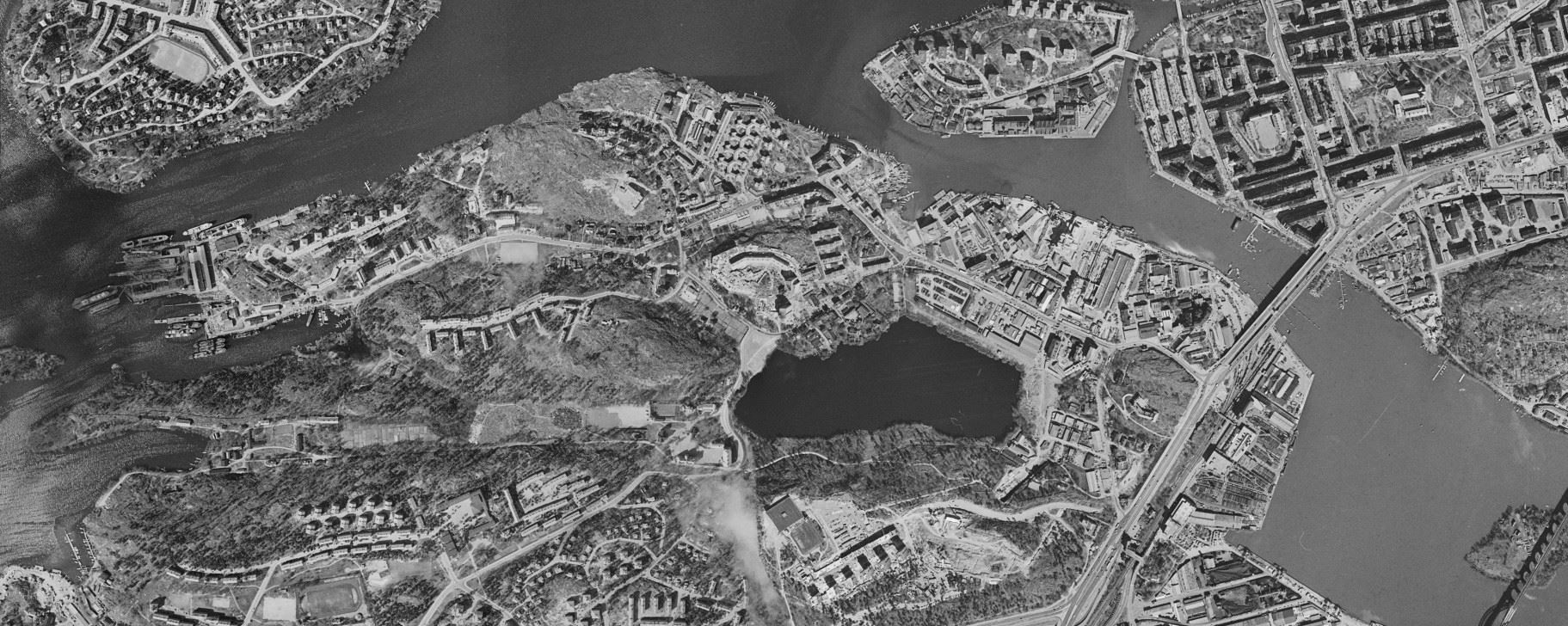
Liljeholmen och Gröndal från luften 1960.

I samband med att Årstabron stod färdig 1929 ändrades järnvägens sträckning, och SJ:s verkstäder vid Liljeholmen miste sin betydelse. 1930–1931 flyttades verksamheten till Tomteboda. Stationshuset revs 1959. Byggnaden för Liljeholmens godsstation finns fortfarande kvar, spårområdet revs emellertid under 1998.
Istället började framför allt stålgrossister etablera sig inom det gamla verkstadsområdet, bland annat Odelberg & Olson (1930-talet) och Söderberg & Haak från 1920, med den stora roterande klockan på taket, (på 1970-talet omdöpt till Tibnor). 
I den södra delen, granne med järnvägsverkstäderna låg AB Karta & Oaxens Kalkbruks kalkugnar sedan 1880-talet. Dessa lades ned 1936, istället togs marken i anspråk för utbyggnad av Söderberg & Haaks grossistverksamhet, deras före detta hus på Årstaängsvägen 21A kallas idag för "Urhuset".
Under 1950-talet började även Årstadals gamla kåkbebyggelse få ge vika för en vidare utbyggnad av stålgrossistverksamheterna (vilkas lokaler i sin tur omdanats till kontor under 1990-talet). Senare kom även Vin & Sprit flytta huvudkontor och tillverkning dit.
Under 1960- och 1970-talen var det även dags för de gamla industriområdena runt Stora Katrineberg och Nynäs vid Trekanten att omdanas. Nya stora industri- och kontorskomplex fick ersätta den blandning av fabriker och bostäder som tidigare fanns. I dagens industriområde finns emellertid fortfarande en del äldre industriföretag kvar; Nordströms trä (anlades 1908) och Cementas cementdepå (ursprungligen Karta & Oaxens murbruksfabrik, etablerad 1947). AB Wilh. Beckers färgfabrik (senare Alcro-Beckers), som flyttades till Lövholmen 1902, nedlades 2008 då produktionen flyttades till Nykvarn.

Nutida bebyggelse
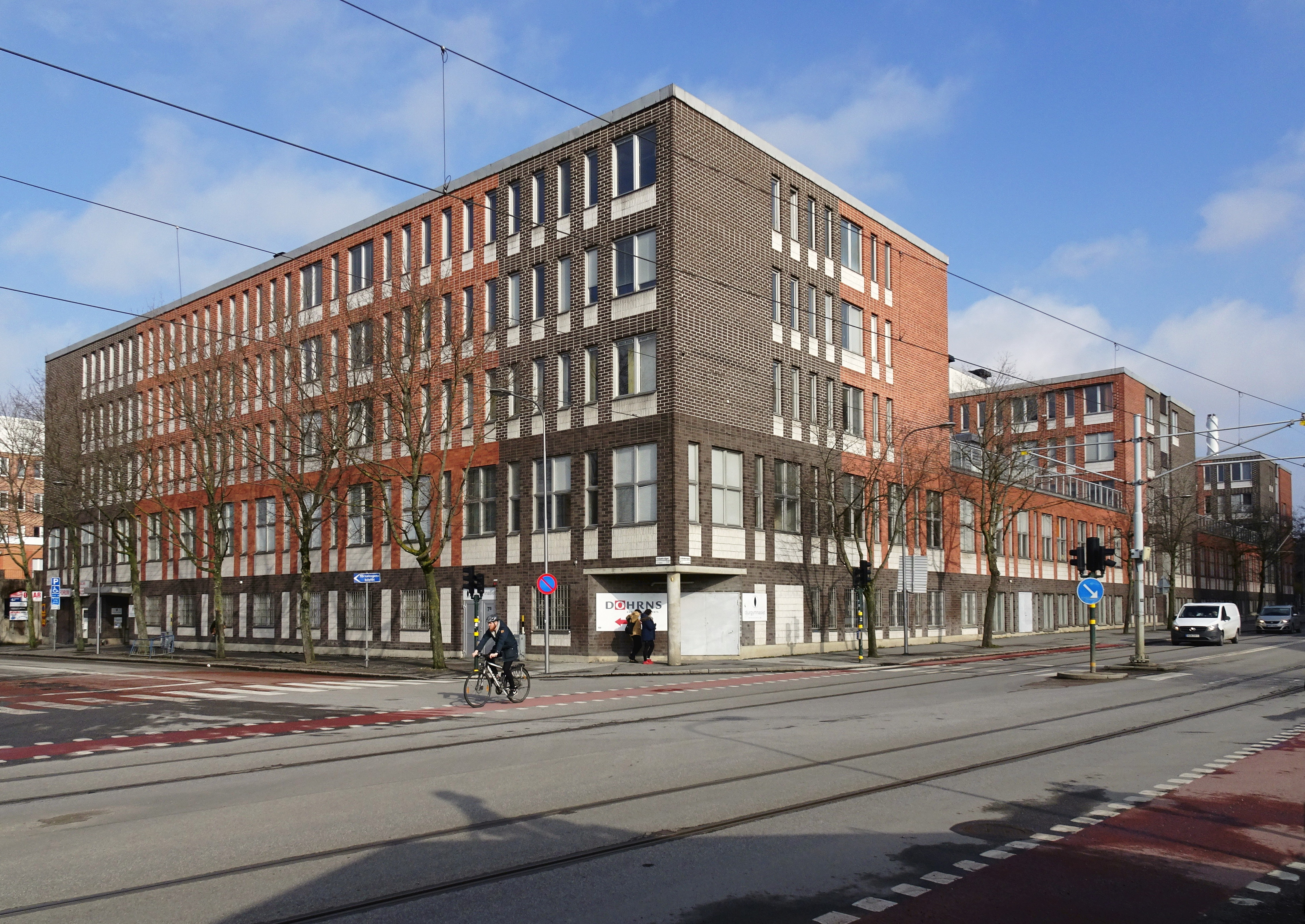
Kvarteret Tryckeriet, numera plats för idrott och undervisning.
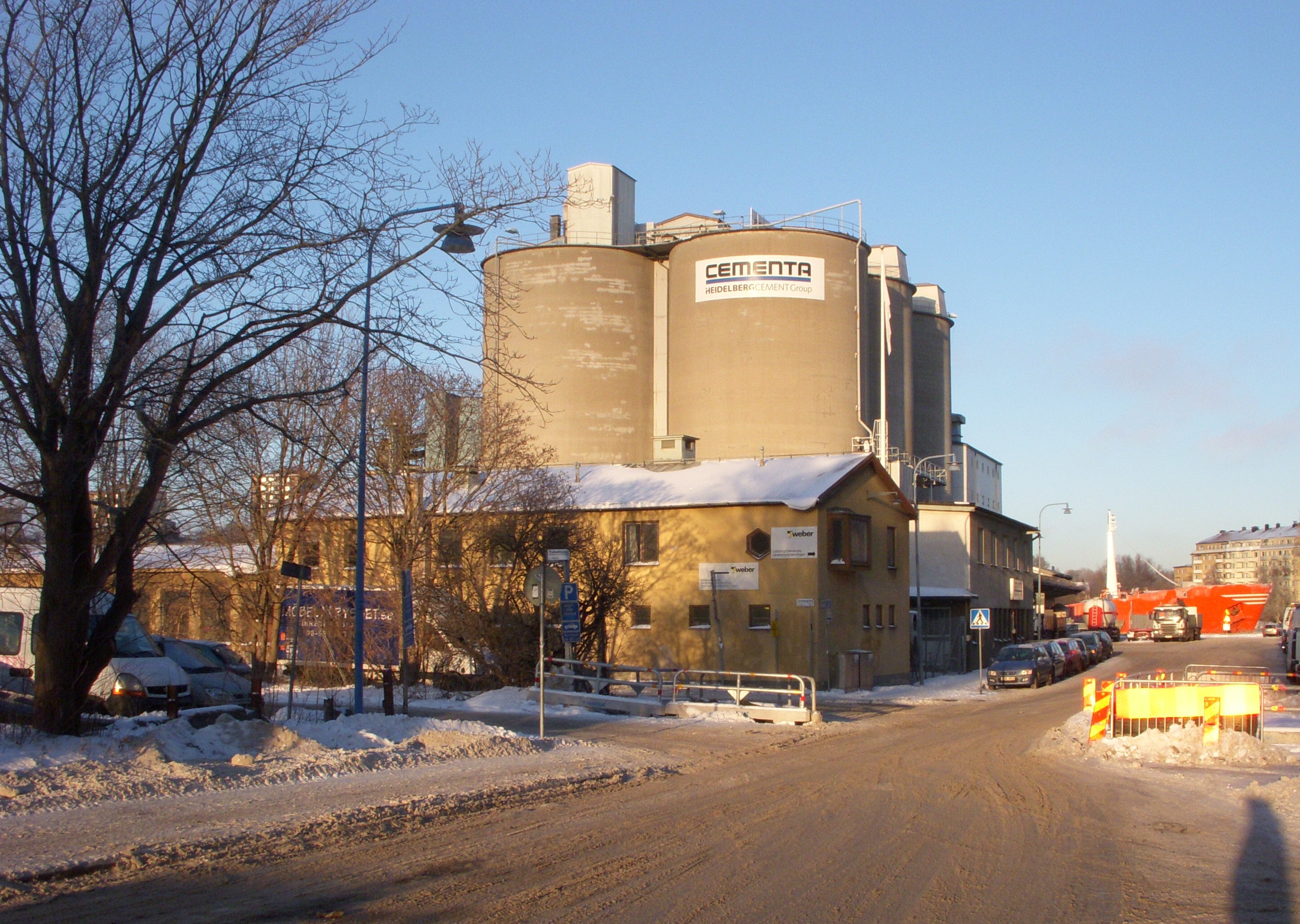
Cementas cementdepå på Lövholmen
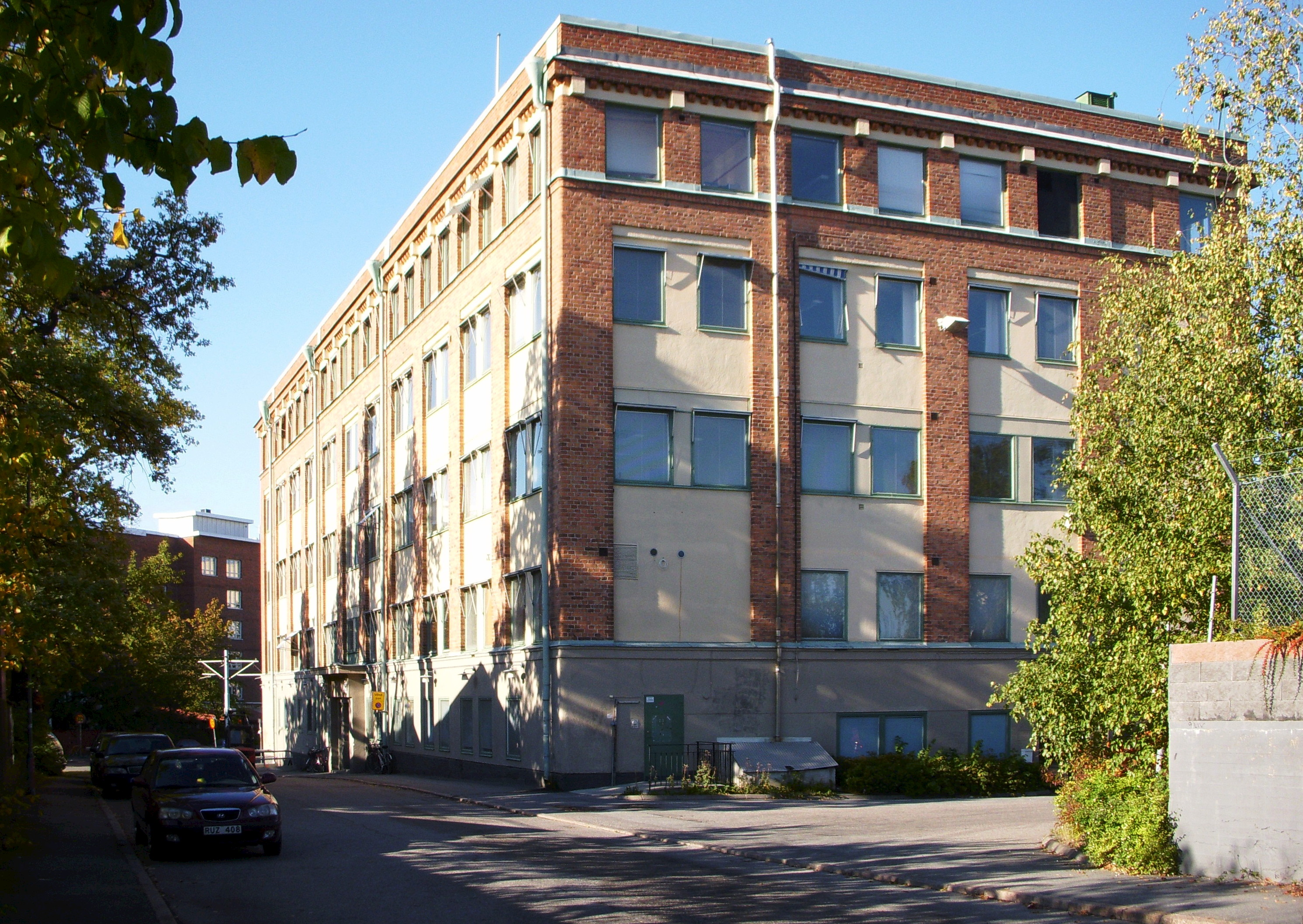
Wilhelm Beckers gamla huvudkontor.
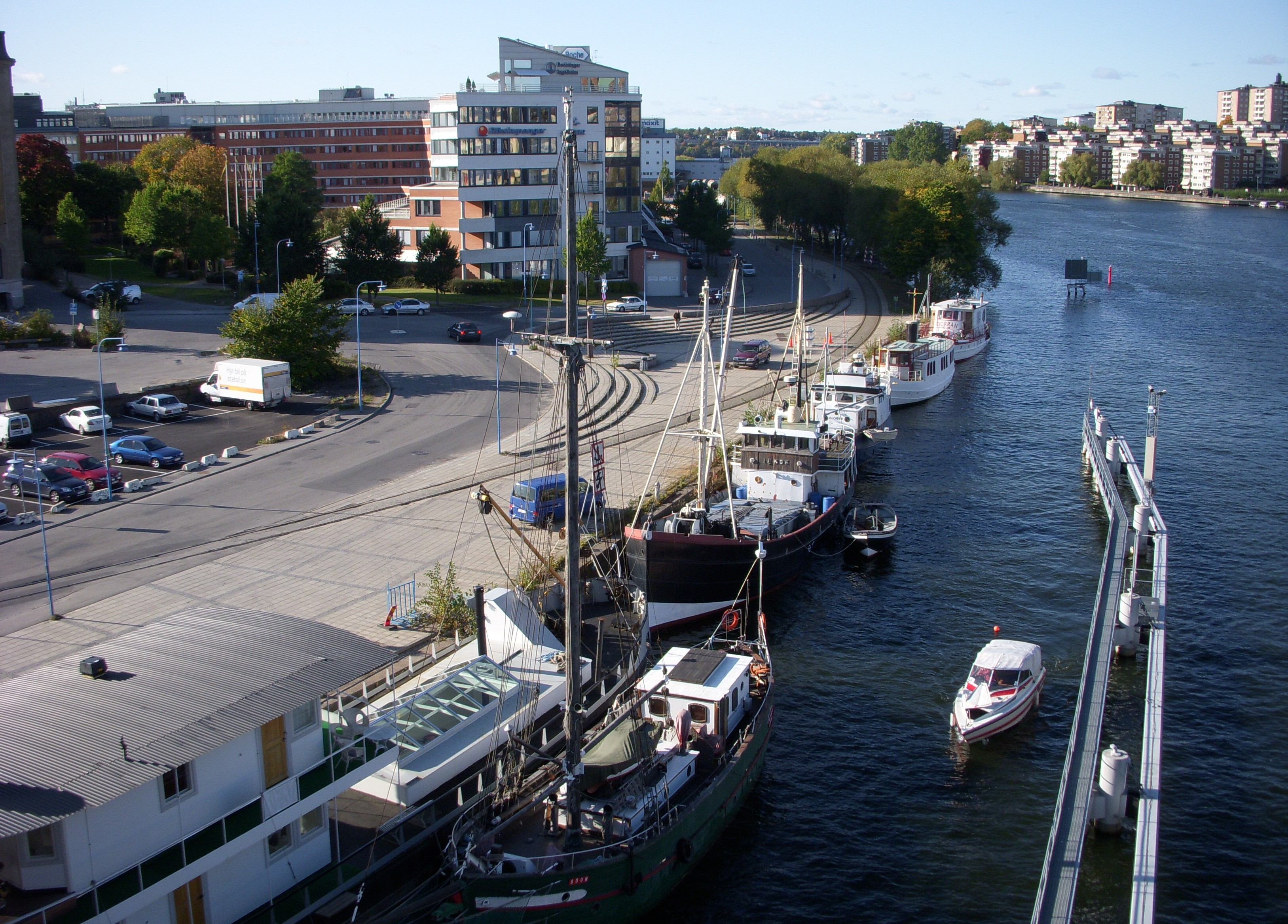
Liljeholmshamnen 2009.
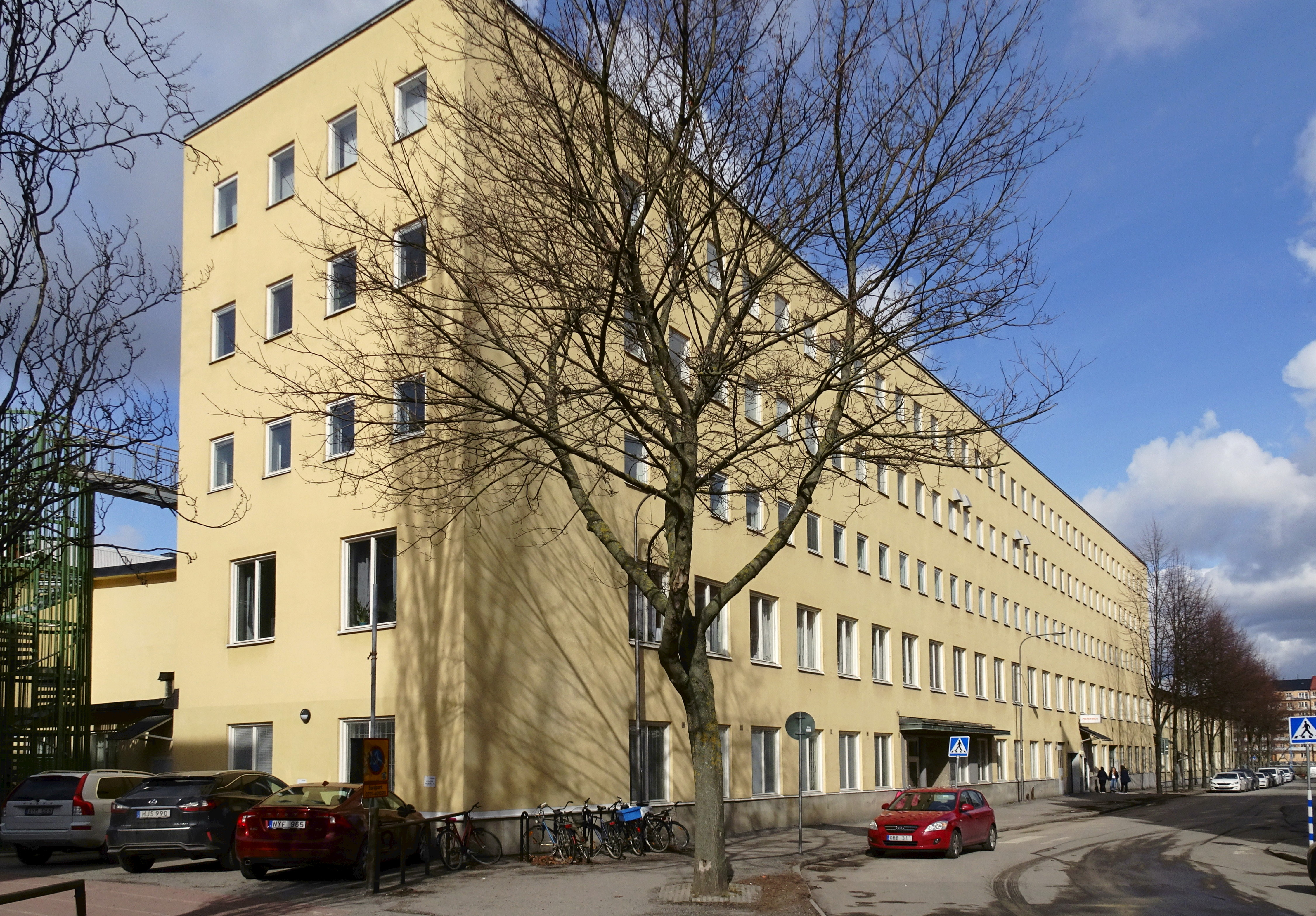
Kvarteret Tryckeriet, före detta Strängbetongs anläggning.

## Bostäder

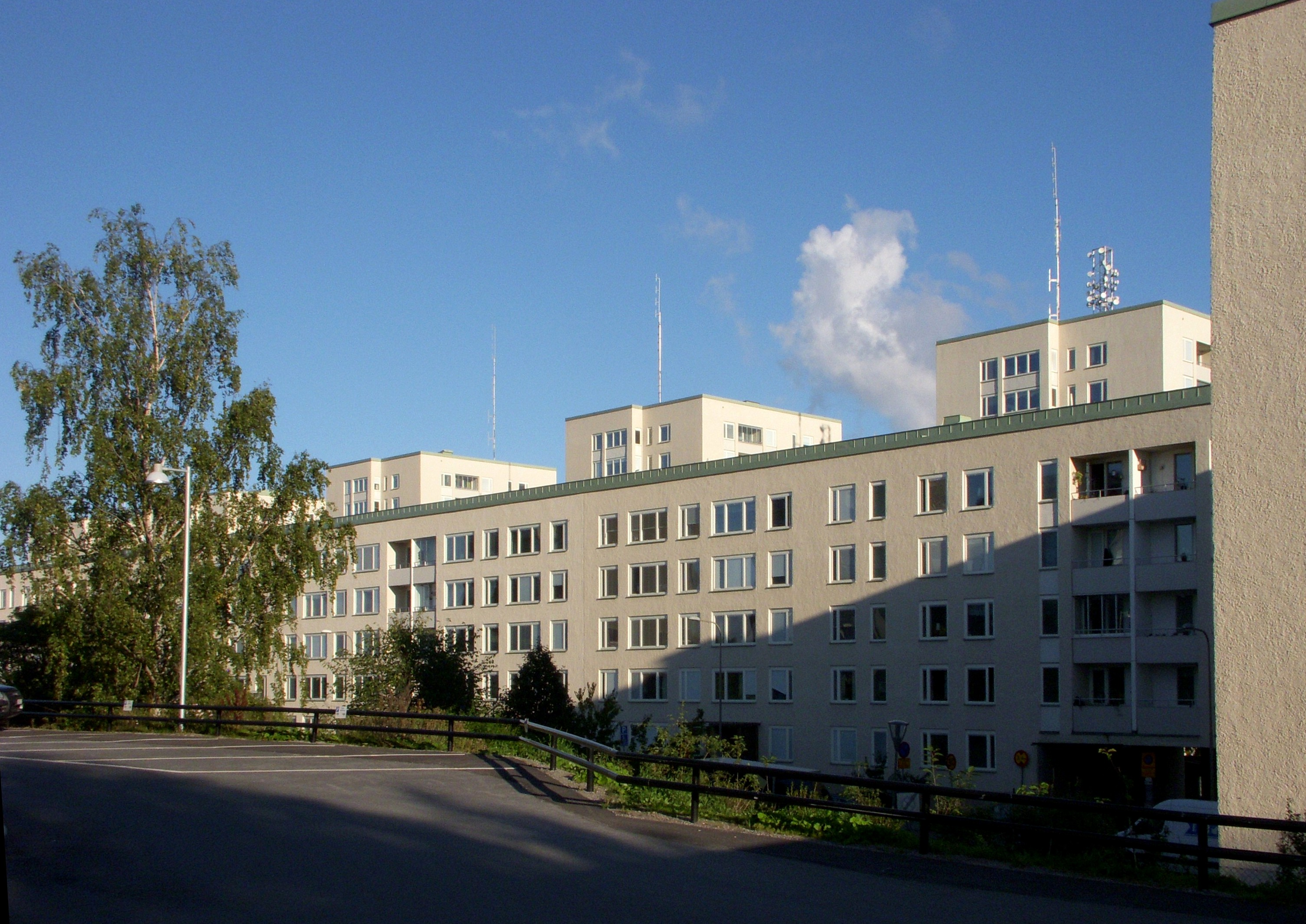
Bebyggelsen på Nybohovsberget, arkitekt Bertil Ringqvist.

Årstadal, som var en av Stockholms första förstäder, kom att prägla en stor del av Liljeholmens karaktär i nära 90 år. En omfattande bostadsspekulation inleddes där folk fick flytta in i halvfärdiga hus där vägar, vatten och avlopp saknades. Husen, som ofta var byggda i andrahandsmaterial med dålig isolering medförde att epidemier förekom i området där flera personer dog. Standarden i Årstadal förblev låg, de sista husen revs på 1960-talet.
På Nybohovsberget ligger ett stort bostadsområde, byggt 1958-1965, 58 meter över havet, dit kan man bland annat komma via Nybohovshissen, en 230 meter lång hissbana genom berget. Husen uppfördes av bostadsbolaget Hyreshus i Stockholm, efter arkitekt Bertil Ringqvists ritningar. På berget ligger även Nybohovs vattenreservoar, ursprungligen uppförd 1904, men utbyggd på 1960-talet.
På Liljeholmsberget uppförde 1991 SBC Sveriges Bostadsrättscentrum flera hus, arkitekt var Göran Ahlqvist. På Nybodaberget byggdes ett nytt bostadsområde 1998 med så kallade stadsvillor och radhus. Husen uppfördes av olika bostadsföretag. 
Tunnelbanestationen har byggts över och täckts med bostäder och butiker och man har byggt en ny bussterminal.[när?] Tvärbanan stannar vid tre hållplatser i Liljeholmen; Årstadal, Liljeholmen och Trekanten. Avståndet till station Alvik är 4,4 kilometer.
Delen av Årstadal som kallas Liljeholmskajen är ett bostadsområde med sjönära bostäder.

## Lövholmen
Lövholmen är ett område och flera kvarter med samma namn i norra Liljeholmen. Området gränser i norr mot Liljeholmsviken och i söder mot sjön Trekanten. I öst sträcker sig Lövholmen fram till Södertäljevägen. "Lövholmen" är ett stadsutvecklingsprojekt där Stockholms sista centrala industriområde på sikt kommer att bebyggas med bostäder enligt ett program från juni 2008.

## Liljeholmstorget
I anslutning till Liljeholmens tunnelbanestation ligger köpcentrumet Liljeholmstorget. De första byggnaderna vid Liljeholmstorget började uppföras åren 1970-1974. Det stora kontorshuset med butiker i bottenvåningen ritades av arkitekt Peter Tommos. Karakteristisk för byggnaden är de utanpåliggande ventilationskanalerna, klädda med rostfri plåt och utformade som horisontella vulster. Att befria byggnadens inre från skrymmande installationer gav frihet i den inre gestaltning där huvudsakligen kontorslandskap dominerade. Eftersom K-konsult hade (och fortfarande har) sitt kontor här kallades byggnaden även för "K-konsult hus"
Efter flera års planering togs det första spadtaget för det nuvarande "Liljeholmstorget" i mars 2007. Den 22 oktober 2009 invigdes den nya gallerian med 90 butiker, restauranger och kaféer samt 900 P-platser i ett underjordiskt garage. Ovanpå gallerian byggdes 72 lägenheter. Liljeholmstorget ritades av arkitektbyrån Equator Stockholm med galleriainteriörer av Wester + Elsner arkitekter.  Liljeholmstorget består av 80 000 m² totalyta, 28 802 m² shoppingyta och 6 050 m²  bostäder.  Liljeholmstorget är miljöcertifierat enligt LEED platina samt vann Sveriges Arkitekters planpris 2010. Gallerian ägs och drivs av Citycon. 

### Bilder, Liljeholmstorget

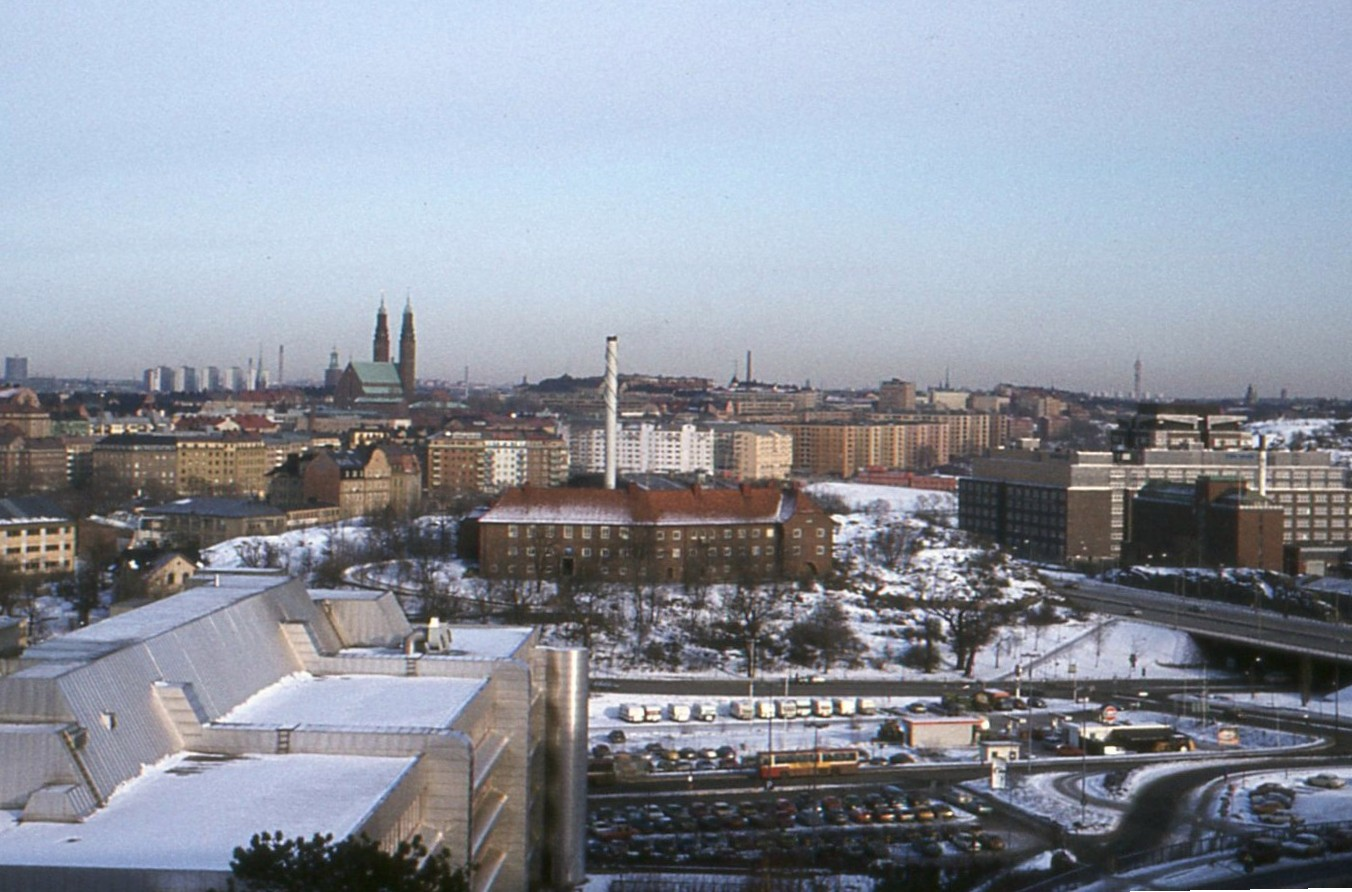
Liljeholmstorget 1984 med Södermalm i bakgrunden.
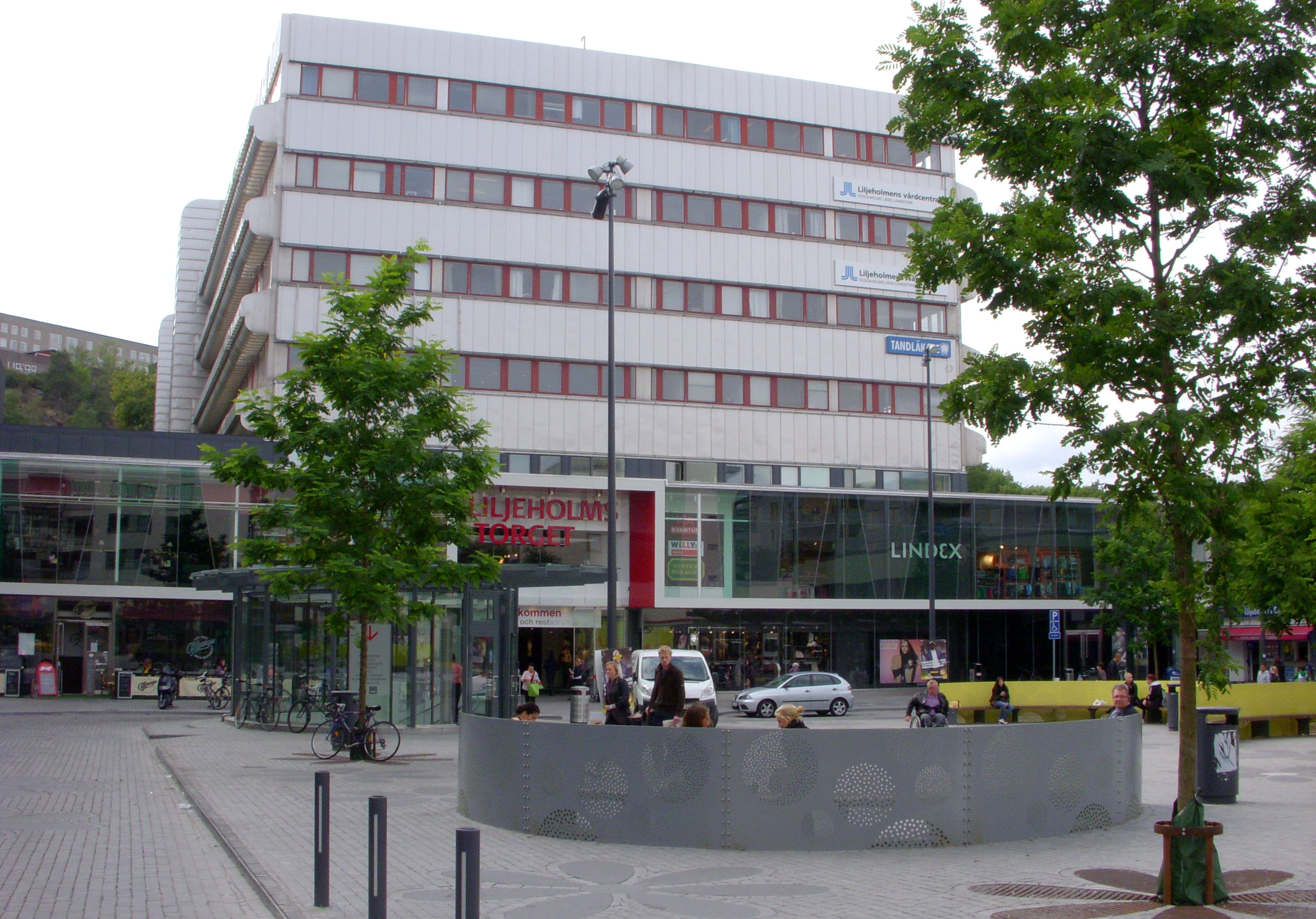
Liljeholmstorget, 2010.
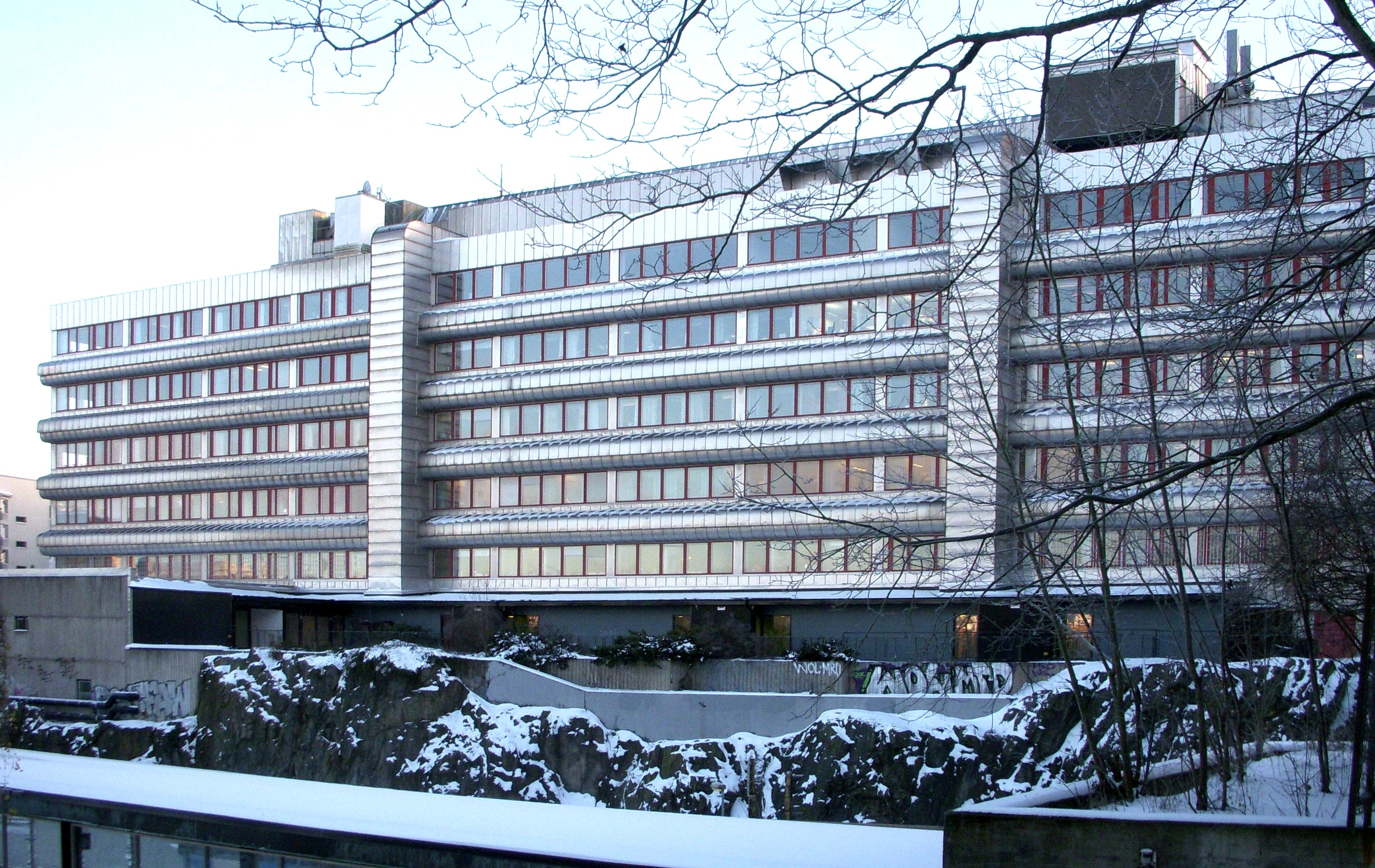
K-konsult huset, 2010.
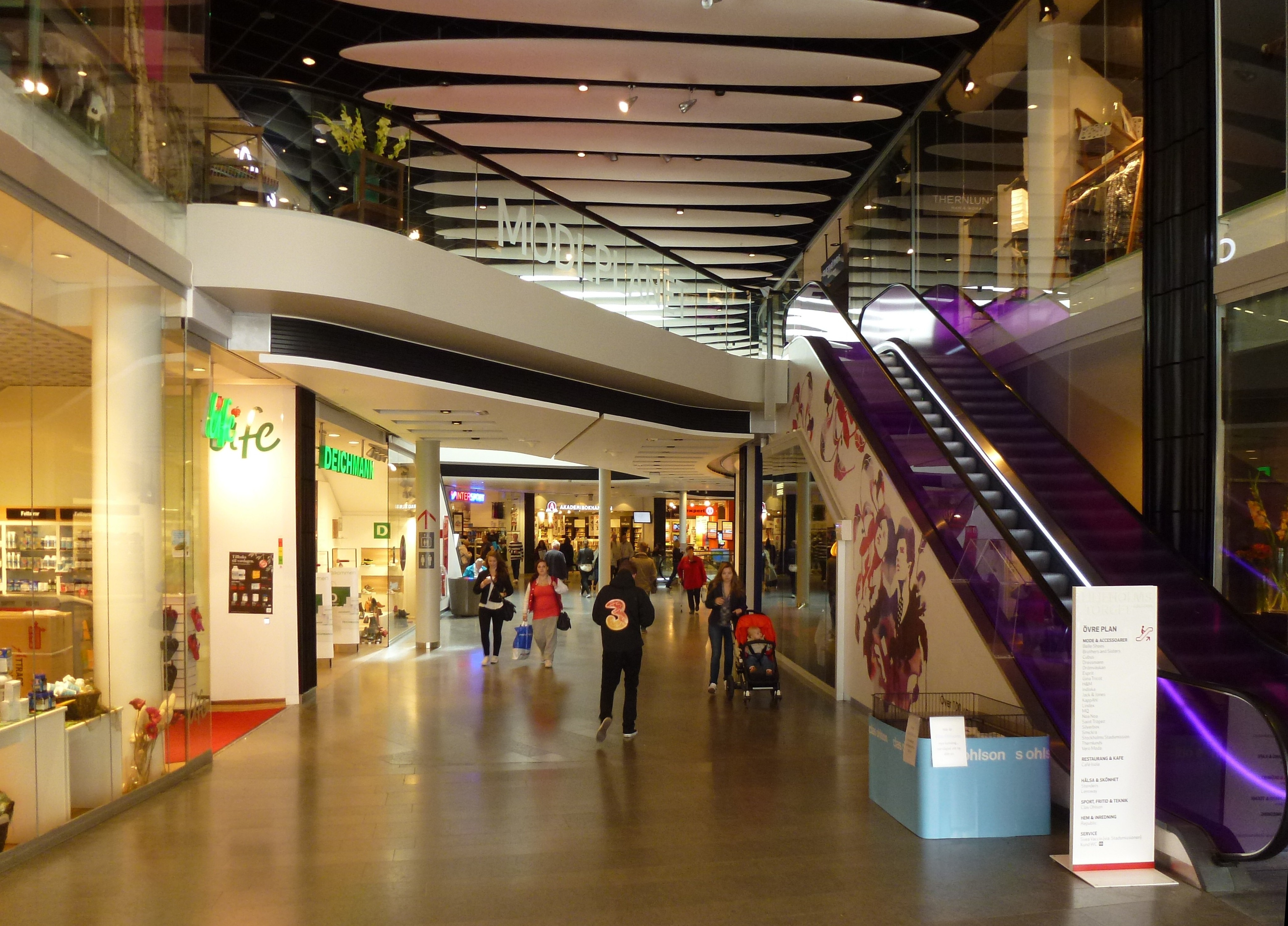
Gallerian, interiör, 2012.
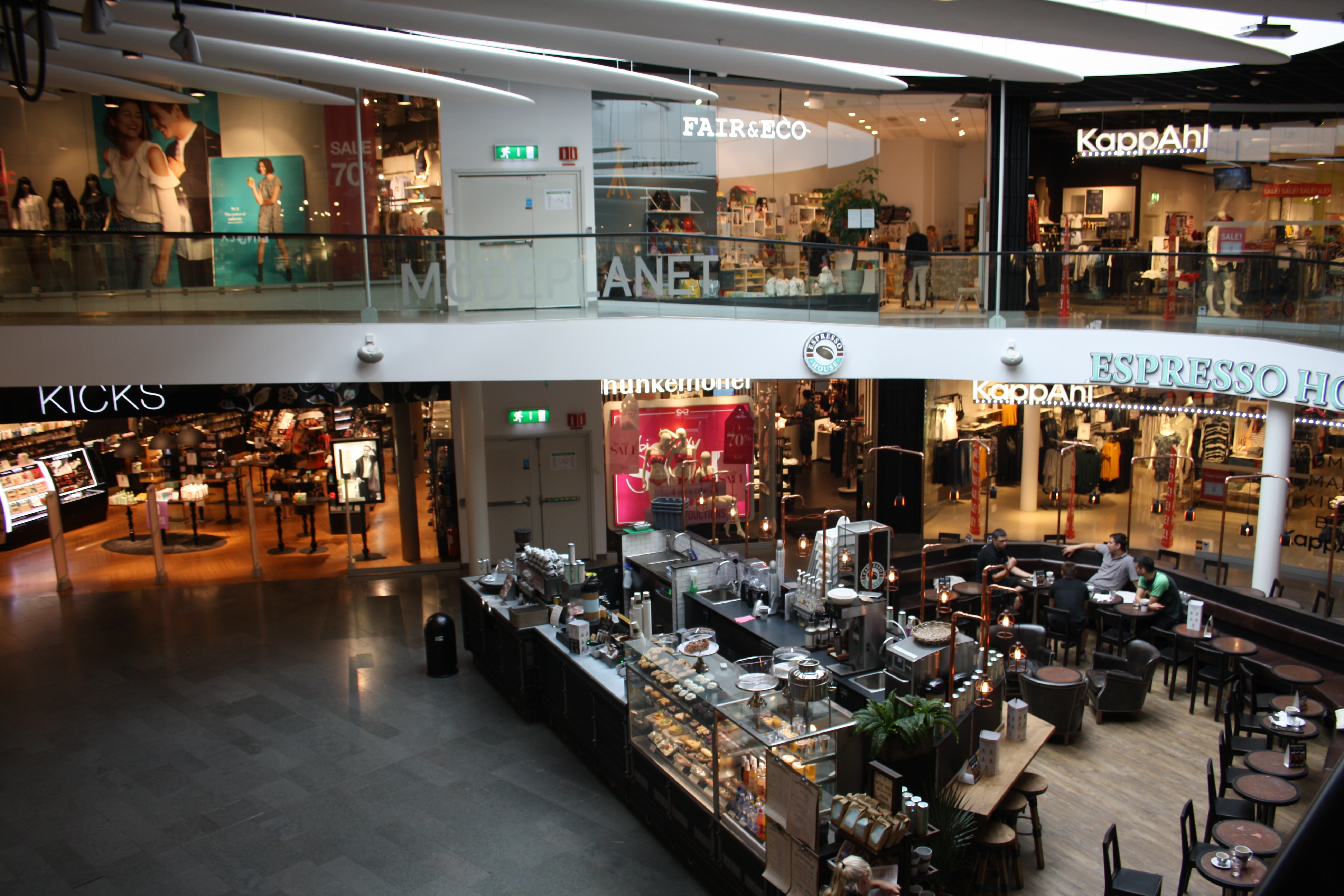
Gallerian, interiör, 2016.

## Tunnelbanestationen
Liljeholmen har en station inom Stockholms tunnelbana som trafikeras av T-bana 2 (röda linjen) och ligger mellan stationerna Hornstull och Aspudden (linje 13) respektive Midsommarkransen (linje 14).
Stationen är den sjunde största på T-banenätet med cirka 29 600 påstigande tunnelbaneresenärer under ett dygn. Den ligger 3,4 kilometer från Slussen och öppnades den 5 april 1964 i samband med att första etappen av Röda linjen invigdes.

## Demografi
År 2021 hade stadsdelen cirka 17 000 invånare, varav cirka 31,1 procent med utländsk bakgrund.

## Panorama

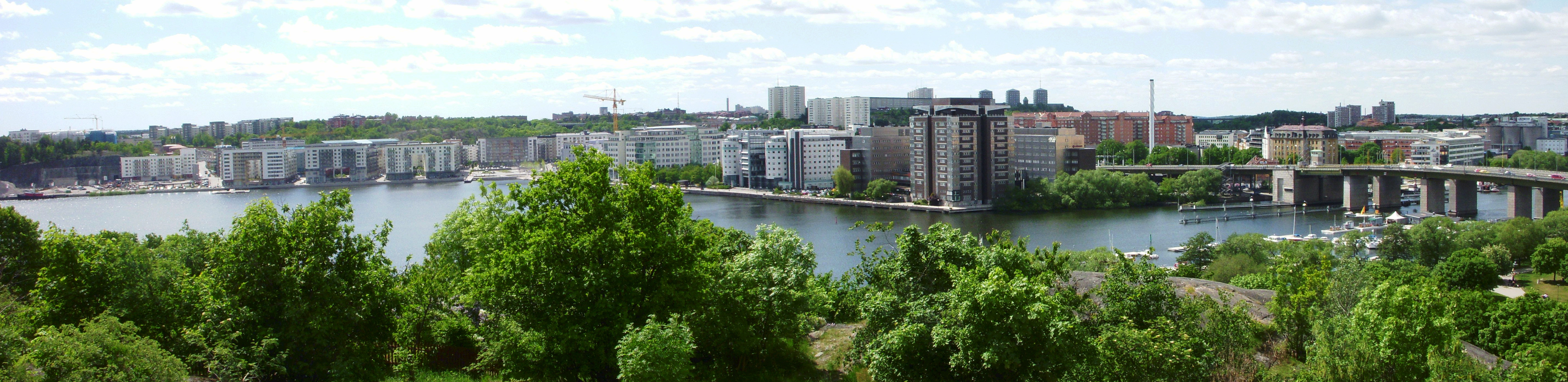
Liljeholmens östra del; panoramavy från Tantolunden i juni 2010. Till vänster syns det nya bostadsområdet vid Årstadalshamnen, i mitten kontorsbyggnaderna vid Marievik, bland dem Marievik 15 och till höger Liljeholmsbron. Bakom Liljeholmsbron skymtar Liljeholmsviken och Liljeholmshamnen. Längst till höger börjar Södermalms bebyggelse.